# Mircea Eliade
Pour les articles homonymes, voir Eliade.
Œuvres principales
- Traité d'histoire des religions (1949)
- Le Mythe de l'éternel retour (1949)
- Mythes, rêves et mystères (1957)

Mircea Eliade, né le 9 mars 1907 à Bucarest (Roumanie) et mort le 22 avril 1986 à Chicago (États-Unis), est un historien des religions, mythologue, philosophe et romancier roumain qui a rédigé ses œuvres en roumain, français et anglais.   
Originairement spécialiste de la philosophie indienne et du yoga, Mircea Eliade est considéré comme l'un des fondateurs de l'histoire moderne des religions. Savant studieux des mythes, il élabore une vision comparée des religions en trouvant des relations de proximité entre différentes cultures et moments historique, et développe un certain nombre de conceptions ontologiques religieuses universelles comme celle du mythe de l'éternel retour (volonté d'échapper au Temps par une régénération du mythe cosmogonique) ou encore le symbolisme du centre, tout en insistant sur la rupture paradigmatique judéo-chrétienne (passage d'une hantise du devenir à l'acceptation de l'Histoire comme théophanie). La démarche eliadienne se situe par ailleurs dans une perspective clairement anti-réductionniste cherchant à restituer et à comprendre l'expérience humaine dans toute son authenticité. 
Son œuvre littéraire, directement influencée par ses études religieuses, se caractérise par une volonté de révéler le sacré et le transcendant dans le déroulement habituel des événements de la vie, et par l'expérience amoureuse assimilée à un élément chargé d'une lourde signification.  
Sa formation d'historien et philosophe l'a amené à étudier les mythes, les rêves, les visions, le mysticisme et l'extase. En Inde, Eliade étudia le yoga et lut, directement en sanskrit, des textes classiques de l'hindouisme qui n'avaient pas été traduits dans des langues occidentales.
Auteur prolifique, il cherche à trouver une synthèse dans les thèmes qu'il aborde (excepté dans son Histoire des religions, qui reste purement analytique). De ses documents est souvent souligné le concept de « Hiérophanie », par lequel Eliade définit la manifestation du transcendant dans un objet ou dans un phénomène de notre cosmos habituel.
Vers la fin du XXe siècle, quelques textes d'Eliade nourrissent la vision gnoséologique de mouvements religieux, apparus avec la contre-culture des années 1960.

## Biographie

### Enfance
Mircea Eliade naquit à Bucarest d’un père officier de l’armée de terre roumaine, Gheorghe Eliade (dont le nom patronymique était à l’origine Ieremia),, et de Jeana née Vasilescu,. Fidèle de l’Église orthodoxe roumaine, Gheorghe Eliade déclara la naissance de son fils quatre jours avant la date réelle, afin de la faire coïncider avec la fête des Quarante martyrs de Sébaste du calendrier liturgique. Mircea Eliade avait une sœur, Corina, future mère du sémiologue Sorin Alexandrescu (en),. La famille déménagea plusieurs fois entre Tecuci et Bucarest, pour finalement se fixer dans la capitale en 1914 ; les Eliade s’y achèteront une maison rue Melodiei, non loin de la place Rosetti, que Mircea habitera jusque tard dans son adolescence.
Eliade garda un souvenir particulièrement heureux de son enfance et relatera plus tard l’impact qu’eurent sur son esprit d’enfant différents épisodes et rencontres inhabituels. Lors de l’un de ces épisodes, qui eut lieu pendant la campagne de Roumanie de la Première Guerre mondiale, alors qu’Eliade avait une dizaine d’années, il fut témoin du bombardement de Bucarest par des dirigeables allemands et de la ferveur patriotique qui s’empara de la capitale occupée à la nouvelle que la Roumanie avait été en mesure de contenir l’avancée des Empires centraux en Moldavie.
Mais, plus particulièrement, cette phase de sa vie fut marquée par une expérience tout à fait singulière, qui se produisit lorsque certain jour il fit son entrée dans un salon qu’une « inquiétante lumière iridescente » avait transformé en un « palais de conte de fées », expérience qu’Eliade appellera une épiphanie,. Remémorant cet épisode, il écrivit :

« Pendant de nombreuses années, j’ai pratiqué l’exercice de ressaisir ce moment épiphanique, et à chaque fois, je retrouvai la même plénitude. Je m’y glissais comme dans un fragment de temps hors durée — sans commencement, milieu ou fin. Pendant mes dernières années de lycée, tandis que je luttais contre de profonds accès de mélancolie, je réussissais parfois à revenir encore à la lumière vert or de cet après-midi. [...] Mais, bien que la béatitude fût la même, cela finit par devenir impossible à supporter, car ma tristesse s’en trouvait trop fortement aggravée. C’est à ce moment-là que je sus que le monde auquel appartenait le salon [...] était un monde perdu à tout jamais. »

Robert Ellwood, professeur de religion, auteur de The Politics of Myth, qui fut le disciple de Mircea Eliade, considérait ce type particulier de nostalgie comme l’un des thèmes les plus caractéristiques de l’œuvre théorique et de la vie d’Eliade.

### Adolescence et débuts littéraires
Après des études primaires à l’école de la rue Mântuleasa, Mircea Eliade fréquenta le Collège national Spiru Haret de Bucarest, où il fut le camarade de classe d’Arșavir Acterian (ro), de Haig Acterian (en) et de Petre Viforeanu, et pendant quelques années celui, plus âgé, de Nicolae Steinhardt, lequel deviendra son ami. Parmi ses autres condisciples figuraient aussi le futur philosophe Constantin Noica et l’ami de celui-ci, le futur historien de l’art Barbu Brezianu (en).
Enfant, Eliade était fasciné par le monde naturel, qui forme le décor de ses toutes premières tentatives littéraires, ainsi que par le folklore roumain et par la foi chrétienne telle que vécue par les paysans. En grandissant, il se proposa de déceler et de consigner ce qui lui apparaîtrait comme la source commune de toutes les traditions religieuses. L’intérêt du jeune Eliade pour la culture physique et l’aventure le porta à pratiquer l’alpinisme et le nautisme, et aussi à rejoindre les boy scouts roumains.
Avec un groupe d’amis, il conçut et fit construire un bateau à voiles, puis le manœuvra sur le Danube, de Tulcea à la mer Noire. En même temps, Eliade tendait à s’éloigner de son milieu scolaire, étant peu enclin à se plier à la discipline requise et obsédé par l’idée qu’il était plus laid et moins viril que ses condisciples. Afin de se renforcer le caractère, il se contraignait à avaler des insectes et ne dormait que quatre ou cinq heures par nuit. À un certain moment, il était en situation d’échec dans quatre matières scolaires, dont la langue roumaine.
En contrepartie, il se plongea dans l’étude des sciences naturelles et de la chimie, de même que dans l’occultisme, et écrivit de courts textes sur des sujets d’entomologie. Malgré les inquiétudes de son père, qui craignait de voir se détériorer sa vue déjà affaiblie, Eliade lisait avec passion. L’un de ses auteurs préférés était Honoré de Balzac, dont il étudia l’œuvre attentivement,. Il découvrit aussi les nouvelles modernistes de Giovanni Papini et les ouvrages d’anthropologie sociale de James George Frazer.
Son intérêt pour ces deux auteurs l’incita à apprendre par ses propres moyens l’italien et l’anglais ― maîtrisant donc déjà, vers 1925, l'allemand, l'anglais, le français et l’italien ―, et s’initia par ailleurs aux langues persane et hébraïque>,. Dans le même temps, il se familiarisa avec les poésies de Saadi et avec l’épopée mésopotamienne de Gilgamesh. Il s’intéressa également à la philosophie, étudiant notamment Socrate, Vasile Conta et les stoïciens Marc Aurèle et Épictète, et lut des livres d’histoire, les deux historiens roumains qui l’influencèrent dans son jeune âge étant Bogdan Petriceicu Hasdeu et Nicolae Iorga. Sa première œuvre publiée fut Inamicul viermelui de mătase (« l’Ennemi du ver à soie »), qui parut en 1921, suivie, alors qu’il avait quatorze ans, de la nouvelle Cum am găsit piatra filosofală (« Comment j’ai découvert la pierre philosophale »),. Quatre ans plus tard, Eliade achevait de rédiger sa première œuvre parue en volume, le roman autobiographique Romanul adolescentului miop (« le Roman de l'adolescent myope »).

### Études universitaires et séjour en Inde
En 1925, Eliade s'inscrivit à la faculté de philosophie et lettres de l’université de Bucarest. C'est alors qu'il subit l'influence de Nicolae C. Ionescu (mieux connu en Roumanie sous le nom de Nae Ionescu), alors professeur assistant de logique et mathématique, également journaliste, et dont il deviendra le disciple et l’ami,,,. L'engagement de ce confrère à l'extrême-droite et le sien furent critiqués et ont terni la réputation d'Eliade,. Ce dernier se sentait tout spécialement attiré par les idées radicales d’Ionescu et par son intérêt pour la religion, qui représentaient une rupture avec la tradition rationaliste incarnée par les aînés de l’université tels que Constantin Rădulescu-Motru (en), Dimitrie Gusti (en) et Tudor Vianu, lesquels étaient tous redevables, quoiqu’à des degrés variés, à la défunte société littéraire Junimea. En 1927, il entreprit un voyage en Italie, où il rencontra Papini et collabora avec l’universitaire Giuseppe Tucci. En 1928, il fit la connaissance, à l'université de Bucarest, d’Émile Cioran, lui aussi lié à la Garde de fer, et d’Eugène Ionesco, prélude à une longue amitié qui se poursuivra en France.
Il consacra son mémoire de maîtrise à la Renaissance italienne et, en particulier, aux philosophes Marsile Ficin, Giordano Bruno et Tommaso Campanella, et obtint son diplôme en 1928. L'humanisme de la Renaissance est demeuré une influence majeure dans les travaux d’Eliade,.
Eliade découvrit l'œuvre de René Guénon dans les années 1920 : les nombreux articles de Guénon sur le symbolisme eurent sur lui un impact majeur,,. Il déclara en 1932 que Guénon était « l'homme le plus intelligent du XXe siècle ». Eliade approfondit l’œuvre de Guénon, en particulier l'Introduction générale à l'étude des doctrines hindoues et L'homme et son devenir selon le Vêdânta, durant son séjour en Inde en 1929-1931. Après-guerre, Guénon se félicitera qu'Eliade reprenne la thèse de l'universalité de ces symboles qu'il développera plus particulièrement dans son Traité d'histoire des religions publié en 1949 et préfacé par Georges Dumézil,,. Ce traité est d'ailleurs structuré autour de symboles fondamentaux dont la plupart proviennent de la lecture des articles de Guénon. Eliade cita très rarement Guénon : même s'il disait adhérer à ses idées en privé, il déclara ne pas pouvoir l'exprimer ouvertement pour ne pas s'aliéner les milieux universitaires, hostiles à Guénon après guerre.
Après l’obtention de sa licence de philosophie, à l’âge de vingt et un ans, il s’embarqua à l’automne 1928 pour l’Inde, où il séjournera durant trois ans à Calcutta, dans le Bengale occidental, pour y préparer son doctorat à l’université de Calcutta. Le mobile de ce voyage fut la découverte que le Maharadjah de Cassimbazar finançait, au bénéfice d’étudiants européens, des voyages d’études en Inde. Ayant introduit une demande, Eliade se vit octroyer une allocation pour quatre ans, laquelle fut ensuite doublée par une bourse d’études roumaine. Ce voyage fut pour lui une véritable initiation qui marquera ses travaux ultérieurs. Rentré en Roumanie en décembre 1931, il commença la rédaction de sa thèse sur le yoga, laquelle deviendra le Yoga, immortalité et liberté.
À Calcutta, il étudia le sanskrit et la philosophie sous la direction de Surendranath Dasgupta, ancien étudiant bengali de l’université de Cambridge, professeur à l’université de Calcutta, et auteur d’une History of Indian Philosophy en cinq tomes. Avant de mettre pied sur le sous-continent indien, Eliade visita brièvement l’Égypte. Une fois en Inde, il parcourut de vastes zones de la région, et fit un court séjour dans l'âshram himalayen de Swami Shivananda,. Il acquit les bases de la philosophie indienne et, parallèlement, apprit le sanscrit, le pali et le bengali, toujours sous la tutelle du professeur Dasgupta. Il eut également l’occasion de s’intéresser aux actions de Mahatma Gandhi, qu’il lui fut donné de rencontrer personnellement, et au Satyagraha en tant que phénomène ; plus tard, Eliade adaptera les idées de Gandhi dans son discours sur la spiritualité et la Roumanie. En 1930, ayant été accueilli dans le logis de Dasgupta, Eliade s’éprit de sa fille, la poétesse et romancière Maitreyi Devi, et fera paraître plus tard un roman autobiographique à peine transposé, intitulé Maitreyi. La Nuit bengali, dans lequel il laisse entendre qu'il eut des rapports physiques avec elle.
En 1933, après avoir soutenu une thèse sur la pratique du yoga, il obtint son titre de docteur en philosophie, puis, de 1933 à 1940, enseigna la philosophie indienne à l’université de Bucarest,,,,, et en particulier, de 1936 à 1937, la métaphysique, en qualité de maître-assistant auprès de Nae Ionescu. L’ouvrage tiré de sa thèse, qui fut traduit en français trois ans plus tard, eut une forte répercussion dans les milieux universitaires, à l’étranger autant qu’en Roumanie. Il insista par la suite que ce livre était une première étape vers une compréhension non seulement des pratiques religieuses indiennes, mais aussi de la spiritualité roumaine. Dans la même période, Eliade entama une correspondance avec le philosophe d’origine ceylanaise Ananda Coomaraswamy. Parallèlement, il poursuit une carrière d'écrivain, et son roman Maitreyi. La Nuit bengali (trad. française chez Gallimard, 1950) obtint un prix au printemps 1933.
De récentes recherches (par Alexandra Laignel-Lavastine et de Daniel Dubuisson,) montrent qu’Eliade céda aussi aux sirènes à la mode dans sa jeunesse, en devenant l'un des chefs de file de la « Jeune Génération roumaine » (un mouvement nationaliste) en 1927. À cette époque, ses articles dans la revue Vremea et le quotidien Cuvântul contribuèrent à donner une assise philosophique au « Mouvement Légionnaire » (Garde de fer) de Codreanu. On le voit alors ennemi des Lumières, des francs-maçons, du bolchévisme, et de la démocratie parlementaire (instaurée en Roumanie en 1921), influences considérées comme « d'importation étrangère », et partisan de « l’insurrection ethnique » de la majorité roumaine (globalement moins instruite) contre les minorités locales et « l’invasion juive ».
En 1933, Mircea Eliade, qui vivait avec l’actrice Sorana Țopa, s’éprit de Nina Mareș, qu’il finira par épouser,,. Celle-ci, dont il avait fait la connaissance par l’intermédiaire de son nouvel ami Mihail Sebastian, avait déjà une fille, Giza, d’un homme dont elle avait divorcé. Eliade décida par la suite d’adopter Giza, après quoi tous trois s’installèrent dans un appartement sis au no 141 du boulevard Dacia à Bucarest, dont Eliade s’absentera pendant un temps en 1936 pour effectuer un voyage au Royaume-Uni et en Allemagne, lors duquel il visitera pour la première fois Londres, Oxford et Berlin.
En 1937, il rencontra Julius Evola — admirateur de Codreanu, et alors en voyage en Roumanie — chez Nae Ionescu. Ce sera le début d'une correspondance régulière entre les deux hommes.
Dans la revue Vremea (« Le Temps » en roumain) du 10 septembre 1936, il publia des écrits antimaçonniques, suggérant un rapprochement entre la « mentalité » des francs-maçons et celle des communistes russes, qu’il jugeait « monovalente » et « abstraite ».

### CriterionetCuvântul

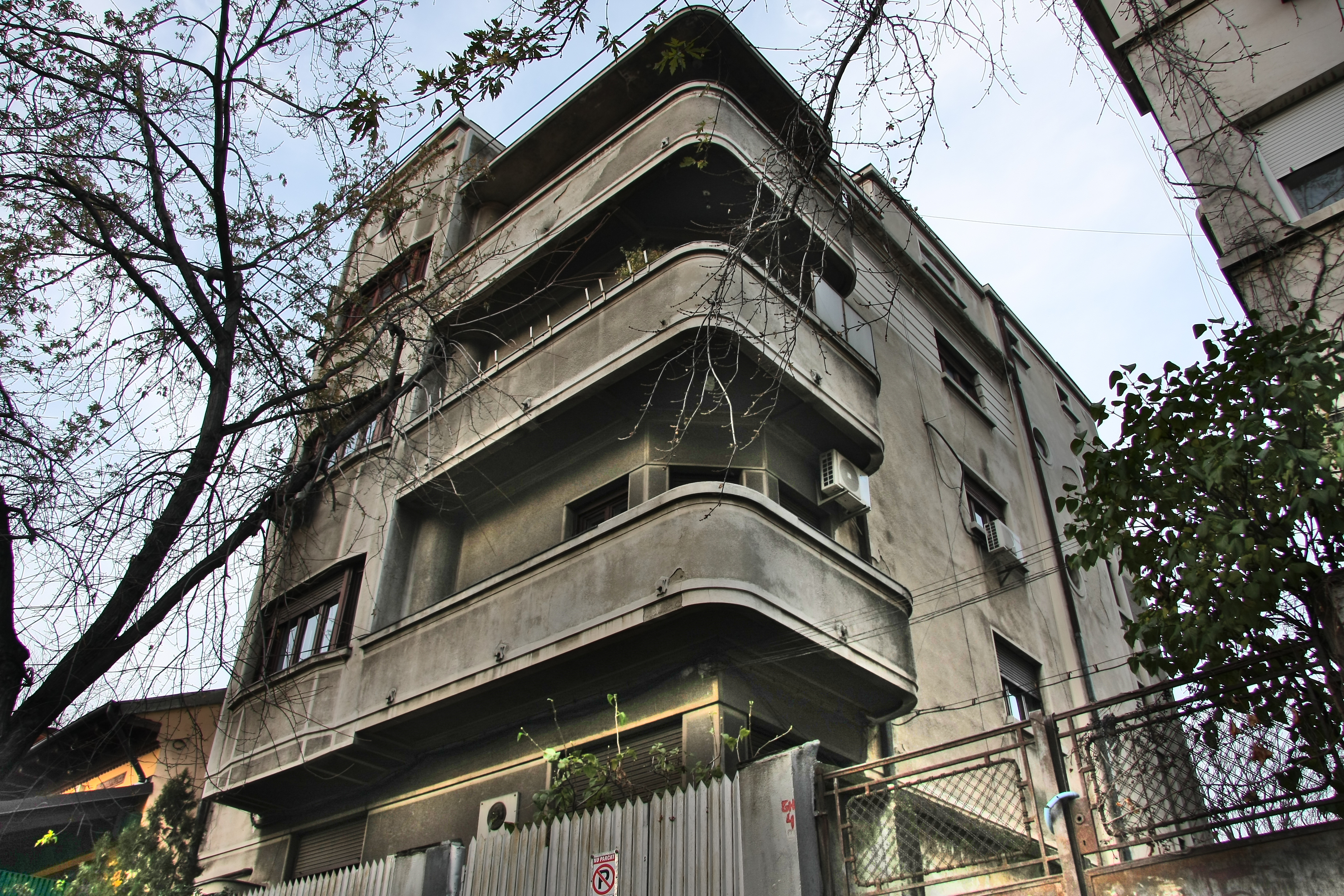
Immeuble boulevard Dacia à Bucarest, où Eliade vécut de 1934 à 1940.

Après avoir fait publier plusieurs contributions, généralement polémiques, dans des revues universitaires, Eliade vint à être remarqué par le journaliste Pamfil Șeicaru (ro), qui l’invita à collaborer à la revue nationaliste Cuvântul (en), connue pour l’âpreté de son ton, et qui à ce moment-là accueillait aussi des articles de Nae Ionescu.
La rencontre initiale d’Eliade, en tant que l’un des représentants de la société littéraire Criterion (1933–1934), avec l’extrême droite traditionnelle fut polémique : les conférences du groupe furent envahies par des membres de la Ligue de défense national-chrétienne d’A. C. Cuza, hostiles à ce qu’ils considéraient comme du pacifisme et lançant des insultes antisémites à certains orateurs, parmi lesquels Mihail Sebastian ; en 1933, ce dernier fut parmi les signataires d’un manifeste contre le racisme d’État de l’Allemagne nazie.
En 1934, tandis que Sebastian était publiquement insulté par Nae Ionescu, et que celui-ci avait préfacé le livre De două mii de ani... (« Il y a deux mille ans… ») de celui-là en y mêlant des réflexions sur la « damnation éternelle » des Juifs, Mircea Eliade condamna cette attitude d’Ionescu, et fit observer que ses références à la devise Hors de l’Église point de salut était en contradiction avec la notion de Dieu tout-puissant,,. En revanche, il argua que le texte d’Ionescu ne prouvait pas son antisémitisme.
En 1936, quand il commenta l’histoire primitive du royaume de Roumanie et de sa communauté juive, il déplora l’expulsion des savants juifs du sol roumain, songeant en particulier à Moses Gaster, Heimann Hariton Tiktin (en) et Lazăr Şăineanu. Mais à cette époque, l’attention d’Eliade s'était surtout focalisée sur l’idée de renouveau civilisationnel, ainsi qu’en atteste cette réplique qu’il donna à l’été 1933 à une critique antimoderniste écrite par George Călinescu :

« Tout ce que j’appelle de mes vœux est un changement profond, une transformation complète. Mais, pour l’amour de Dieu, dans n’importe quelle direction autre que la spiritualité. »

Lui et ses amis Emil Cioran et Constantin Noica se trouvaient alors sous l’influence du Trăirism (ro), école de pensée constituée autour des idéaux exprimés par Ionescu. Tout en étant une forme d’existentialisme, le Trăirism était aussi une synthèse de croyances, tant traditionnelles que nouvelles, d’extrême droite. Tôt déjà, une polémique publique avait éclaté entre Eliade et Camil Petrescu : les deux adversaires cependant finirent par se réconcilier et devinrent plus tard de bons amis.
Tout comme Mihail Sebastian, qui commençait lui aussi à être sous l’influence d’Ionescu, Eliade gardait des contacts avec des intellectuels de tout l’éventail politique : à leur entourage appartenaient ainsi les personnalités de droite Dan Botta (en) et Mircea Vulcănescu, les apolitiques Camil Petrescu et Ionel Jianu, et encore Belu Zilber (en), qui était membre du Parti communiste roumain illégal. Le groupe comprenait aussi Haig Acterian (en), Mihail Polihroniade (en), Petru Comarnescu (en), Marietta Sadova (ro) et Floria Capsali. Eliade était proche également de Marcel Avramescu, anciennement écrivain surréaliste, qu’il initia à l’œuvre de René Guénon. Avramescu, docteur en sciences kabbalistiques et futur clérical orthodoxe roumain, se joignit à Eliade pour éditer l’éphémère magazine ésotérique Memra (le seul en son genre en Roumanie).
Parmi les jeunes intellectuels qui assistaient à ses cours figuraient Mihail Șora, son étudiant préféré, Eugen Schileru (en) et Miron Constantinescu, qui se feront plus tard un nom en tant que, respectivement, philosophe, critique d’art, et sociologue et personnalité politique du futur régime communiste. Mariana Klein, qui deviendra l’épouse de Șora, était aussi l’une des étudiantes d’Eliade et sera plus tard l’auteur d’ouvrages sur son activité universitaire.
Ultérieurement, Eliade racontera qu’il avait lui-même enrôlé Belu Zilber comme contributeur à Cuvântul, dans le but de permettre à celui-ci de resituer les sujets traités par le journal dans une perspective marxiste. Leurs rapports cependant s’aigrirent en 1935, après que Zilber eut publiquement accusé Eliade de remplir l’office d’agent de la police secrète, la Siguranța Statului (en) ; à cette assertion, Sebastian rétorqua en affirmant que Zilber était lui-même un agent secret, à la suite de quoi ce dernier se rétracta.

### Engagement politique dans les années 1930
Les articles rédigés par Eliade avant et après son adhésion aux principes de la Garde de fer (ou du Mouvement légionnaire, appellation alors plus usuelle), et dont le premier en date est Itinerar spiritual (« Itinéraire spirituel », paru en plusieurs livraisons dans Cuvântul en 1927), sont axés autour des différents idéaux politiques prônés par l’extrême droite. Ils dénotent son rejet du libéralisme et des objectifs de modernisation de la Révolution roumaine de 1848 (perçus comme une « apologie abstraite de l’humanité » et comme une « imitation simiesque de l’Europe occidentale »), de même que de la démocratie elle-même (qu’il accusait d’« avoir pour effet d’écraser toute tentative de renaissance nationale »), et chantent les louanges de l’Italie fasciste de Benito Mussolini au motif qu’en Italie, selon Eliade, « celui qui pense par lui-même est promu aux plus hautes fonctions dans le plus bref délai ». Il s’y déclare partisan d’un État nationaliste ethnique s’appuyant sur l’Église orthodoxe (en 1927 en effet, en dépit de son intérêt toujours vif pour la théosophie, il conseilla « le retour à l’Église » aux jeunes intellectuels), point de vue qu’il opposa au nationalisme laïc de Constantin Rădulescu-Motru (en), entre autres ; désignant son idéal national spécifique par le terme de roumanianisme, Eliade voyait cet idéal, en 1934 encore, comme n’étant « ni du fascisme, ni du chauvinisme ».
Eliade se montrait en particulier insatisfait du taux de chômage sévissant chez les intellectuels, dont les carrières dans les institutions subventionnées par l’État avaient été rendues précaires par suite de la Grande Dépression.
En 1936, Eliade devint la cible d’une campagne hostile dans la presse d’extrême droite pour s’être rendu coupable de « pornographie » dans ses romans Domnișoara Christina (en) et Isabel și apele diavolului, tandis que des accusations similaires était lancées contre d’autres personnalités du monde de la culture, telles que Tudor Arghezi et Geo Bogza (en). Aussi les évaluations contemporaines de l’œuvre d’Eliade apparaissent-elles fort contrastées, quand on songe que cette même année 1936, Eliade se vit décerner un prix par la Société des écrivains roumains, dont il était membre depuis 1934. À l’été 1937, par l’effet d’une décision officielle consécutive aux accusations susmentionnées, et malgré les protestations d’étudiants, il fut suspendu de ses fonctions à l’université,. Eliade cependant décida de poursuivre en justice le ministère de l’Instruction publique, requérant des dommages et intérêts symboliques de 1 leu ; ayant gagné son procès, il put réintégrer son poste d’assistant auprès de Ionescu.
Ce nonobstant, il apporta en 1937 ouvertement sa caution intellectuelle à la Garde de fer, qu’il dit considérer comme « une révolution chrétienne visant à créer une nouvelle Roumanie » et comme un groupe capable « de réconcilier la Roumanie avec Dieu ». Les articles de sa main qui parurent à cette époque dans des publications de la Garde de fer telles que Sfarmă Piatră et Buna Vestire (en), renferment de longs éloges aux dirigeants du mouvement, notamment Corneliu Zelea Codreanu, Ion Moța (en), Vasile Marin et Gheorghe Cantacuzino-Grănicerul (en),. La trajectoire ainsi suivie par Eliade coïncidait en fait avec celle de ses proches collaborateurs et d’une grande partie des intellectuels de sa génération, avec les notables exceptions de Petru Comarnescu (en), du sociologue Henri H. Stahl (en), du futur auteur dramatique Eugène Ionesco et de Mihail Sebastian.
Il finit par adhérer au parti Totul pentru Țară (litt. Tout pour le pays), bras politique de la Garde de fer,, et appuya la campagne électorale de celui-ci en vue des élections générales de 1937 dans le județ de Prahova, ainsi qu’en atteste le fait que son nom figure sur une liste, publiée dans Buna Vestire, recensant les membres du parti investis de responsabilités à l’échelon du județ.

### Emprisonnement et carrière diplomatique
Ses agissements au sein de la Garde de fer lui valurent d'être arrêté le 14 juillet 1938 et brièvement incarcéré, dans le cadre d’un ensemble de mesures répressives contre la Garde de fer décidées avec l’accord du roi Carol II. Au moment de son arrestation, il venait d’interrompre dans la revue Vremea sa chronique sur Provincia și legionarismul (« la Province et l’Idéologie légionnaire »), et avait été identifié par le premier ministre Armand Călinescu comme propagandiste de la Garde de fer.
Eliade fut retenu pendant trois semaines dans une cellule au siège de la Siguranța Statului (en), pour l’amener à signer une « déclaration de dissociation » d’avec la Garde de fer, mais Eliade s’y refusa. Dans la première semaine d’août, il fut transféré vers un camp de fortune à Miercurea-Ciuc. Lorsqu’il se mit à expectorer du sang en octobre 1938, il fut admis dans un hôpital à Moroeni. Ensuite, le 12 novembre, il fut simplement remis en liberté et travailla alors à écrire sa pièce de théâtre Iphigenia (également orthographié Ifigenia).
En octobre 1940, après que la Garde de fer fut arrivée au pouvoir en même temps que fut instaurée la dictature militaire de Ion Antonescu (l’État national légionnaire, Statul Național Legionar), Eliade est nommé, grâce au concours d’Alexandru Rosetti, attaché culturel du régime auprès de la légation de Roumanie à Londres, poste auquel il sera mis fin bientôt à la suite de la rupture des relations diplomatiques entre la Roumanie et la Grande-Bretagne. Son séjour à Londres avait cependant duré assez de temps pour permettre aux services secrets britanniques de le cataloguer comme « le plus nazi » des membres de la légation roumaine.
Après avoir quitté la capitale britannique, il remplit la fonction de Conseiller et de Responsable de presse (ultérieurement d’Attaché culturel),,,, à l’ambassade de Roumanie au Portugal à Lisbonne, de janvier 1941 jusqu’à la fin de la Seconde Guerre mondiale, d’abord comme diplomate au service de l’État national légionnaire, puis enfin au service du régime d’Ion Antonescu. Sa fonction consistait à diffuser de la propagande en faveur de l’État roumain.
En février 1941, plusieurs semaines après que la sanglante rébellion légionnaire eut été écrasée par Antonescu, Iphigenia fut montée au Théâtre national de Bucarest ; cependant, la pièce fut bientôt soupçonnée d’avoir été inspirée par l’idéologie de la Garde de fer, voire d’avoir été inscrite au programme du théâtre comme tentative de subversion légionnaire.
En 1942, il rédigea un livre à la gloire de « l'État chrétien et totalitaire » de Salazar (Salazar și revoluția în Portugalia, 1942),,,, où il affirme que « l’État salazarien, qui est un État chrétien et totalitaire, est fondé d’abord et au premier chef sur l’Amour ». Le 7 juillet de la même année, il fut reçu par Salazar lui-même, qui le chargea de transmettre à Antonescu son conseil de retirer l’armée roumaine du front de l’est (« [À sa place], je ne la laisserais pas s’enliser en Russie »). Eliade indiqua que ces contacts avec un chef d’État d’un pays neutre l’avaient placé dans le collimateur de la Gestapo, mais qu’il réussit néanmoins à communiquer l’avertissement de Salazar à Mihai Antonescu, le ministre des Affaires étrangères de Roumanie.
À l’automne 1943, il se rendit dans la France occupée, où il rejoignit Emil Cioran, et où il rencontra également l’universitaire Georges Dumézil et l’écrivain collaborateur Paul Morand. Dans le même temps, il se porta candidat pour un poste de chargé de cours à l’université de Bucarest, puis se retira de la compétition, laissant Constantin Noica et Ion Zamfirescu concourir seuls au poste, devant un comité d’évaluation composé entre autres de Lucian Blaga et de Dimitrie Gusti (en) (le choix qui, à l’encontre de la recommandation de Blaga, se porta finalement sur Zamfirescu, sera sujet à controverse). Dans ses notes personnelles, Eliade écrivit qu’il avait cessé de s’intéresser à cette fonction, car ses visites à l’étranger lui avaient fait comprendre qu’il avait « quelque chose de grand à dire », et qu’il ne pouvait fonctionner au-dedans « d’une culture mineure ». Toujours pendant la guerre, Eliade fit un voyage à Berlin, où il eut une entrevue avec le controversé théoricien politique Carl Schmitt,, et visita fréquemment l’Espagne de Franco, où il assista notamment au congrès scientifique lusitano-espagnol tenu à Cordoue en 1944,,. C’est d’ailleurs à Lisbonne et lors de ses voyages en Espagne qu’Eliade fit la rencontre des philosophes José Ortega y Gasset et Eugenio d'Ors, gardant par la suite avec ce dernier des liens d’amitié et le contactant encore à plusieurs reprises après la guerre.
Son épouse Nina Eliade tomba malade d’un cancer de l’utérus et mourut durant leur séjour à Lisbonne fin 1944. Ainsi que le veuf le notera plus tard, la maladie fut sans doute provoquée par une opération d’avortement qu’elle avait subie au début de leur vie en couple. Il succomba alors à des crises de dépression, qui s’exacerbèrent quand la Roumanie et les alliés de l’Axe subirent de lourdes défaites sur le front de l’est,. S’il envisagea de retourner en Roumanie comme soldat ou comme moine, il restait dans le même temps continuellement en quête d’antidépresseurs efficaces, et sans cesser de se soigner lui-même à l’aide d’extraits de passiflore, et, pour finir, de méthamphétamine. Vraisemblablement ne s’agissait-il pas là de sa première expérience avec la drogue : de certaines mentions dans ses carnets, au demeurant assez vagues, il a pu être inféré que Mircea Eliade consomma de l’opium lors de son voyage pour Calcutta. Plus tard, commentant l’œuvre d’Aldous Huxley, Eliade écrivit que la mescaline dont l’auteur britannique avait fait usage comme source d’inspiration avait quelque chose de commun avec sa propre expérience, pour laquelle il indiqua 1945 comme date de référence, ajoutant qu’il était « superflu d’expliquer pourquoi ».

### Les années d’après-guerre
Dès qu’apparurent des signes permettant d’augurer que le régime communiste avait pris pied durablement en Roumanie, Eliade choisit de ne pas retourner dans le pays. Le 16 septembre 1945, il s’installa à Paris avec sa fille adoptive Giza, et Georges Dumézil l’invita à la Ve section de l’École pratique des hautes études,, pour y présenter les premiers chapitres de ce qui deviendra plus tard son Traité d’histoire des religions,.
La même année, il rédige en effet, en roumain d’abord, les Prolégomènes à l’histoire des religions, qui paraîtront par la suite en français sous le titre de Traité d’histoire des religions (1949) avec une préface de Dumézil. En 1949, il se fit particulièrement connaître du public français avec la parution chez Gallimard de son essai sur le Mythe de l'éternel retour. En 1956, il fit paraître son ouvrage le plus célèbre, le Sacré et le Profane (Gallimard, 1956). Certains ont indiqué qu’il n’était pas inhabituel pour lui à cette époque de travailler jusqu’à 15 heures par jour. Eliade convola en secondes noces avec l’exilée roumaine Christinel Cotescu,, qui était descendante de boyards et la belle-sœur du chef d’orchestre Ionel Perlea.
À partir de cette période, Eliade et son épouse Christinel Cottesco voyagèrent en Europe et aux États-Unis, poursuivant leurs recherches, tout en étant sollicités de part et d'autre pour des conférences et des colloques.
Avec Emil Cioran et d’autres expatriés roumains, Eliade se rallia à l’ancien diplomate Alexandru Busuioceanu (en) et l’aida à diffuser des opinions anti-communistes auprès du public ouest-européen. Il s’impliqua également, pour une brève période, dans la parution d’une revue en langue roumaine, intitulée Luceafărul (« l’Étoile du matin ») et reprit contact avec Mihail Șora, qui s’était vu octroyer une bourse pour étudier en France, et avec la femme de celui-ci, Mariana. En 1947, en butte à des difficultés matérielles, il trouva, par l’entremise d’Ananda Coomaraswamy, un emploi de professeur de français aux États-Unis, dans une école de l’Arizona ; cet arrangement toutefois prit fin à la mort de Coomaraswamy en septembre.
À partir de 1948, il écrivit pour la revue Critique, créée et éditée par Georges Bataille. L’année suivante, il partit visiter l’Italie, où il rédigea les 300 premières pages de son roman Forêt interdite, et qu’il visitera une troisième fois en 1952. Durant ces mêmes années, il fréquentait régulièrement, à partir de 1950, après avoir été recommandé par Henry Corbin en 1949, les rencontres d’Eranos (fondées par Carl Gustav Jung) à Ascona en Suisse, où il put rencontrer, outre Jung, Olga Fröbe-Kapteyn, Gershom Scholem et Paul Radin,, et qu’il décrira comme « l’une des expériences culturelles les plus créatives du monde occidental moderne ». Il collabora par ailleurs au magazine Antaios édité par Ernst Jünger.

### Carrière aux États-Unis
En octobre 1956, il déménagea pour les États-Unis, et s’installa l’année suivante à Chicago,, ayant en effet été invité par Joachim Wach à prononcer une série de conférences dans l’institution à laquelle celui-ci appartenait, l’université de Chicago. Il est généralement admis qu’Eliade et Wach ont été les fondateurs de l’école de Chicago, laquelle jeta les fondements de ce qui deviendra l’étude des religions dans la deuxième moitié du XXe siècle. À la suite de la mort de Wach, survenue en 1955 avant que lesdites conférences eussent été prononcées, Eliade fut nommé son remplaçant, et prit en 1964 le titre de Sewell Avery Distinguished Service Professor of the History of Religions. À partir de 1954, après la parution de la première édition de son ouvrage sur l’éternel retour, Eliade connut aussi le succès commercial : le livre eut plusieurs rééditions, sous des titres différents, et se vendit à plus de 100 000 exemplaires.

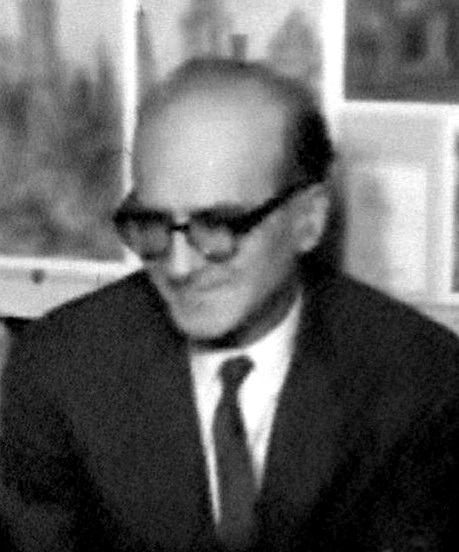
Mircea Eliade en 1965.

Devenu membre de l’Académie américaine des arts et des sciences en 1966, Mircea Eliade fut également appelé à diriger l’Encyclopedia of Religion, qui paraissait aux éditions Macmillan, et enseigna en 1968 l’histoire religieuse à l’université de Californie à Santa Barbara. C’est aussi durant cette même période que Mircea Eliade acheva de rédiger sa volumineuse et influente History of Religious Ideas (trad. française sous le titre Histoire des croyances et des idées religieuses, 1976), où il présente un aperçu de ses principales thèses originales sur l’histoire des religions. À quelques occasions, il voyagea hors des États-Unis, notamment afin d’assister au congrès sur l’histoire des religions à Marbourg en 1960, et pour visiter la Suède et la Norvège en 1970.
Au début, Eliade fut violemment attaqué par la presse du Parti communiste roumain, principalement par România Liberă, qui le qualifia d’« idéologue des gardes de Fer, ennemi de la classe ouvrière, apologue de la dictature de Salazar ». Cependant, dans le même temps, le régime entreprit des démarches secrètes pour s’assurer son soutien ainsi que celui de Cioran ; la metteuse en scène de théâtre Marietta Sadova (ro), veuve du metteur en scène fasciste Haig Acterian (en), fut envoyée à Paris avec mission de rétablir le contact avec les deux hommes. Bien que ces rencontres eussent été organisées par les autorités roumaines, elles allaient par la suite être exploitées comme preuves contre elle lors du procès qui lui sera intenté en février 1960 pour trahison (et où Constantin Noica et Dinu Pillat (en) allaient être ses principaux défenseurs). La police secrète roumaine, la Securitate, décrivit Eliade comme un espion au service du Secret Intelligence Service britannique et un ancien agent de la Gestapo.
Ensuite cependant, sous la présidence de Gheorghe Gheorghiu-Dej au début des années 1960, il bénéficia d’une lente réhabilitation dans son pays d’origine. Au cours de la décennie 1970, Eliade fut approché de diverses façons par le régime de Nicolae Ceaușescu, afin de l’amener à retourner en Roumanie. Cette nouvelle démarche était motivée par la nouvelle ligne nationaliste officielle et par l’aspiration de la Roumanie à l’indépendance vis-à-vis du bloc de l'Est, ces deux phénomènes portant le gouvernement roumain à voir dans le prestige d’Eliade un atout politique. L’entretien que Mircea Eliade accorda au poète Adrian Păunescu, durant la visite de celui-ci à Chicago en 1970, constitua un événement sans précédent ; Eliade complimenta Păunescu à la fois pour son militantisme et pour son adhésion aux dogmes officiels, et déclara estimer que

« la jeunesse d’Europe de l’Est est incontestablement supérieure à celle de l’Europe occidentale. [...] Je suis convaincu que dans dix ans la jeune génération révolutionnaire ne se comportera pas comme le fait aujourd’hui la minorité bruyante des contestataires occidentaux. [...] La jeunesse de l’Est a assisté à l’abolition des institutions traditionnelles, a accepté cela [...] et n’est pas satisfaite des structures mises en place, mais cherche plutôt à les améliorer. »

La visite de Păunescu à Chicago fut suivie par celle de l’écrivain nationaliste officiel Eugen Barbu, puis par celle d’un ami d’Eliade, Constantin Noica, qui venait d’être libéré de prison. Eliade envisagea alors de retourner en Roumanie, mais ses compagnons intellectuels roumains en exil (parmi lesquels Virgil Ierunca, de Radio Free Europe, et Monica Lovinescu) surent finalement le persuader de repousser les avances communistes. En 1977, se joignant à d’autres intellectuels roumains exilés, il signa un télégramme de protestation contre les mesures de répression nouvellement prises par le régime de Ceaușescu. En 2007, l’anthropologue roumain Andrei Oișteanu relata comment, vers 1984, la Securitate fit — en vain — pression sur lui pour qu’il devînt un agent d’influence au sein même du cercle de Chicago qui s'était constitué autour d’Eliade.
Dans la dernière partie de sa vie, le passé fasciste d’Eliade fut peu à peu dévoilé publiquement, provoquant chez lui une tension nerveuse qui contribua sans doute à la détérioration de son état de santé. À partir de la même époque, sa carrière d’écrivain se trouva entravée par une grave arthrite. Le prix Bordin de l’Académie française en 1977, et le titre de docteur honoris causa décerné par l’université de Washington en 1985, seront les derniers honneurs académiques qui lui seront conférés.
Mircea Eliade s’éteignit à l’hôpital Bernard Mitchell de Chicago en avril 1986. Huit jours auparavant, il avait été victime d’une apoplexie alors qu’il lisait les Exercices d’admiration d’Emil Cioran, et perdit ensuite sa faculté de parole. Quatre mois plus tôt, un incendie avait partiellement détruit son bureau à l’école de théologie Meadville Lombard, événement qu’il avait interprété comme un présage,. Son disciple roumain Ioan Petru Culianu (en), lorsqu’il évoqua la réaction de la communauté scientifique à la nouvelle de cette mort, décrivit le décès d’Eliade comme « un mahaparanirvana », le comparant ainsi au passage de Gautama Buddha. Son corps fut incinéré à Chicago, et les obsèques furent célébrées sur le site de l’Université, dans la chapelle Rockefeller,. La cérémonie, à laquelle assistèrent quelque 1 200 personnes, comporta la lecture publique du texte d’Eliade dans lequel il évoque l’épiphanie de son enfance, lecture publique effectuée par le romancier Saul Bellow, son collègue à l’université. Sa tombe se trouve dans le cimetière de Oak Woods, dans le quartier de Greater Grand Crossing à Chicago.

## Théories et histoire des religions

### Persistance de la pensée mythique dans les sociétés modernes
En 1953 Eliade publia « Les mythes du monde moderne », essai très remarqué qui expliquait que la lecture quotidienne de l’homme du XXe siècle prolonge les activités mythologiques de l’ère des religions déistes. Il note aussi que les grandes idéologies (nazisme, communisme...) de notre temps sont des créations mythologiques. Mais ces idées n'ont pas été poursuivies, ni par Eliade, ni par l'histoire des religions. (Elles l'ont été, par contre, par toute la branche de la psychologie archétypique dont James Hillman est le promoteur). Dans les premiers volumes de son « Histoire des croyances et des idées religieuses », on promet une suite comportant l’analyse des « théologies athéistes (sic) contemporaines », mais un deuxième volume parut, puis un troisième sans parvenir aux temps présents. Eliade ne désirait probablement pas « transférer » les idéologies dans le domaine religieux. Deux lectures sont possibles de l'essai : pour beaucoup de lecteurs, notamment de l’édition en anglais, Eliade prend ses distances avec tout ce qui est profane (« secular »). En traitant le communisme de mythe, il le diminue et le met devant ses propres contradictions. Les mythologies modernes seraient des fragments ou des survivances de la créativité d’autrefois. Mais selon une autre lecture de l'essai, Eliade voulait, au contraire, souligner la continuité dans l’évolution. En conclusion de l'essai il dit : « Il est indispensable de reconnaître qu'il n’existe plus de solution de continuité entre le monde « primitif » ou « arriéré » et l'Occident moderne. Il ne suffit plus, comme il suffisait il y a un demi-siècle, de découvrir et d’admirer l’art nègre ou océanien ; il faut redécouvrir les sources spirituelles de ces arts en nous-mêmes, il faut prendre conscience de ce qui reste encore de « mythique » dans une existence moderne, et qui reste tel, justement parce que ce comportement est, lui aussi, consubstantiel à la condition humaine, en tant qu’il exprime l’angoisse devant le Temps. »
La première lecture focalise sur le marxisme anti-religieux comme l’« adversaire » des religions. La deuxième considère que beaucoup des pionniers du mouvement social français ont revendiqué l’étiquette religieuse pour le mouvement et cela jusqu’à Léon Blum en 1945 (À l'échelle humaine). Dans son essai, Eliade s’empare de l’idée de l’absence de « solution de continuité » dans l’histoire des idées, mais ensuite il l’abandonne.

### Nature générale de la religion
Parmi les travaux d’Eliade sur l’histoire des religions, les écrits les plus remarqués sont ceux ayant trait à l’alchimie, au chamanisme, au yoga et surtout à ce qu’il nomma l’éternel retour, c’est-à-dire la croyance implicite, supposément présente dans la pensée religieuse en général, que le comportement religieux n’est pas seulement une imitation d’événements sacrés, mais aussi une participation à ceux-ci, et que donc il réinstaure le temps mythique des origines. La pensée d’Eliade fut en partie influencée par Rudolf Otto, Gerardus van der Leeuw (en), Nae Ionescu et par les écrits de l’école traditionaliste (René Guénon et Julius Evola). Par exemple, le Sacré et le Profane d’Eliade s’appuie en partie, notamment pour démontrer comment la religion émerge de l’expérience du sacré, sur le concept du numineux formulé par Rudolf Otto, et sur les mythes du temps et de la nature.
Eliade s’attacha à déceler des parallélismes trans-culturels et des éléments d’unité dans les différentes religions, en particulier dans les mythes. Wendy Doniger, qui fut la collègue d’Eliade de 1978 à la mort de celui-ci, observa qu’« Eliade argua hardiment en faveur d’universaux, là où il aurait pu arguer avec moins de risque en faveur de modèles récurrents à haute prévalence ». Son Traité d’histoire des religions fut loué par Georges Dumézil pour sa cohérence et sa capacité à dégager la substance commune de mythologies diverses et distinctes.
Robert Ellwood a décrit comme suit la méthode mise en œuvre par Eliade pour aborder la religion. Eliade aborde la religion en adoptant le point de vue d’une personne idéalement « religieuse », qu’il dénomme, dans ses écrits, homo religiosus. Ce que font fondamentalement les théories d’Eliade, c’est de décrire comment ce homo religiosus envisagerait le monde. Ceci n’implique pas que tous les pratiquants religieux pensent et agissent en homo religiosus, mais signifierait plutôt que le comportement religieux « énonce à travers son propre langage » que le monde est tel que le homo religiosus le verrait, peu importe que dans la vie réelle les participants au comportement religieux en soient conscients ou non. Cependant, Ellwood remarque qu’Eliade « tend à glisser au-delà de cette dernière qualification », en inférant que dans les faits les sociétés traditionnelles penseraient comme le homo religiosus.

#### Le sacré et le profane

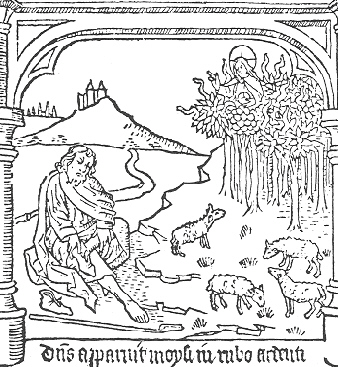
Moïse ôtant ses souliers devant le buisson ardent (illustration tirée d’une édition de Speculum Humanae Salvationis datant du XVIe siècle).

Eliade postule que, de façon générale, la pensée religieuse repose sur une distinction nette entre sacré et profane. Qu’il adopte la forme d’un Dieu unique, d’une pluralité de Dieux, ou d’ancêtres mythiques, le sacré renferme en lui toute la « réalité », ou toute valeur, les autres choses n’acquérant de « réalité » que pour autant qu’elles participent de ce sacré.
La manière eliadienne d’appréhender la religion est axée sur son concept d’hiérophanie (manifestation du sacré), concept qui inclut, mais sans s’y limiter, le concept plus ancien et plus restrictif de théophanie (manifestation d’un dieu),. Du point de vue de la pensée religieuse, les hiérophanies confèrent, selon Eliade, structure et orientation au monde, en établissant un ordre sacré. L’espace « profane » de l’expérience non religieuse ne se prête qu’à une subdivision géométrique ; il ne fait aucune « différenciation qualitative et, partant, aucune orientation [n’est] fournie en vertu de sa structure inhérente ». Aussi l’espace profane n’offre-t-il à l’homme aucun modèle de comportement. Au rebours de l’espace profane, le lieu d’une hiérophanie possède une structure sacrée à laquelle l’homme religieux s’efforce de se conformer. Une hiérophanie équivaut à la « révélation d’une réalité absolue, opposée à la non réalité de la vaste étendue environnante ». En guise d’exemple d’espace sacré, réclamant de l’homme une certaine réaction, Eliade évoque le récit de Moïse tombant en arrêt devant la manifestation de Yahweh sous la forme d’un buisson ardent (Exode 3:5) et réagissant en ôtant ses chaussures.

#### Mythes de l’origine et temps sacré
Eliade note que dans les sociétés traditionnelles, le mythe incarne la vérité absolue concernant le temps primordial. Dans les mythes, celui-ci correspond au temps où le sacré apparut pour la première fois et établit la structure du monde ; les mythes prétendent décrire les événements primordiaux qui ont fait que la société et le monde naturel sont tels qu’ils sont. Eliade estime que tous les mythes sont sous ce rapport des mythes de l’origine : « le mythe est ainsi toujours le récit d’une création ».
Nombre de sociétés traditionnelles croient que le pouvoir d’une chose réside dans son origine. Si origine équivaut à pouvoir, alors « c’est la première manifestation d’une chose qui est significative et valable » (la réalité et la valeur d’une chose ne sont fondées que dans leur première apparition).
Selon la théorie d’Eliade, seul le sacré, seule la première apparition d’une chose ont de la valeur, et par voie de conséquence, seule la première apparition du sacré a de la valeur. Le mythe décrit la première apparition du sacré ; c’est pourquoi l’âge mythique est le temps sacré, le seul temps valable : « l’homme primitif n’était intéressé que par les commencements [...], peu lui importait ce qui lui était arrivé à lui-même, ou à d’autres semblables à lui, dans des temps plus ou moins éloignés ». Eliade postula que c’est là la raison de la « nostalgie des origines », qui apparaît dans beaucoup de religions, et qui est le désir de retourner au paradis primordial.

#### L’éternel retour et la «terreur de l’histoire»
Eliade affirme que l’homme traditionnel n’attache aucune valeur à la marche linéaire des événements historiques ; pour lui, seuls les événements de l’âge mythique présentent de la valeur. Pour donner de la valeur à sa propre vie, l’homme traditionnel crée des mythes et accomplit des rites. Attendu que l’essence du sacré se situe seulement dans l’âge mythique et dans la première apparition du sacré, toute apparition plus tardive équivaudra en fait à cette première apparition ; en re-narrant et en réaccomplissant les événements mythiques, mythes et rites « réactualisent » ces événements. Eliade use volontiers du terme d’« archétypes » pour désigner les modèles mythiques établis par le sacré, cependant l’usage que fait Eliade de ce terme doit être distingué de l’usage qu’en fait la psychologie de Jung.
Autrement dit, affirme Eliade, le comportement religieux non seulement remémore les événements sacrés, mais aussi en participe :

« En imitant les actes exemplaires d’un dieu ou d’un héros mythique, ou simplement en relatant leurs aventures, l’homme d’une société archaïque se détache d’un temps profane et réintègre par magie le grand temps, le temps sacré. »

Eliade nomma ce phénomène « éternel retour » — qu'il importe de distinguer du concept philosophique d’éternel retour. Wendy Doniger estime que la théorie d’Eliade de l’éternel retour « est devenue un truisme dans l’étude des religions ».
La notoire conception « cyclique » du temps présente dans la pensée ancienne est attribuée par Eliade à la croyance dans l’éternel retour. Par exemple, les cérémonies du Nouvel An chez les Mésopotamiens, les anciens Égyptiens, et chez d’autres peuples proche-orientaux remettent en œuvre leurs mythes cosmogoniques. Ainsi, par la logique de l’éternel retour, chaque cérémonie de nouvel an était-il, aux yeux de ces peuples, le commencement du monde. D’après Eliade, ces peuples ressentaient, à des intervalles réguliers, le besoin de revenir aux commencements, transformant le temps en un mouvement circulaire.
Selon Eliade, la soif de persister dans l’âge mythique a pour corollaire une « terreur de l’histoire » : l’homme traditionnel désire se soustraire à l'enchaînement linéaire des événements (qu’il considère, indique Eliade, comme dénué de toute valeur inhérente ou de sacralité). Eliade suggère que l’abandon de la pensée mythique et la pleine acceptation du temps linéaire, historique, avec sa « terreur », est l’une des raisons de l’anxiété de l’homme moderne,. Les sociétés traditionnelles, se refusant à une entière reconnaissance du temps historique, réussissent dans une certaine mesure à échapper à cette angoisse.

#### Coincidentia oppositorum
Eliade postule que de nombreux mythes, rites et expériences mystiques comportent une « union des contraires » ou « coincidentia oppositorum », et va jusqu’à affirmer qu’elle fait partie intégrante du « schéma mythique ». Beaucoup de mythes, écrit Eliade, « se présentent à nous sous une double révélation » :

« Ils expriment d’une part une opposition diamétrale de deux figures divines issues d’un seul et même principe, et destinées, dans beaucoup de versions, à se réconcilier dans quelque illud tempus eschatologique, et d’autre part, la coincidentia oppositorum dans la nature même de la divinité, qui se présente, tour à tour, voire simultanément, comme bienveillante et terrible, créatrice et destructrice, solaire et serpentine, etc. (en d’autres mots, en acte et en puissance). »

Eliade relève que « Yahweh est à la fois aimable et vengeur ; le dieu des mystiques et théologiens chrétiens est terrible et aimable en même temps ». Il note que le mystique indien et chinois s’applique à atteindre « un état d’indifférence et de neutralité parfaites » aboutissant à une union des contraires où « le plaisir et la douleur, le désir et la répulsion, le froid et le chaud [...] sont effacés de sa conscience ».
Selon Eliade, l’attrait de la coincidentia oppositorum s’explique par « la profonde insatisfaction de l’homme face à sa situation réelle, ce que l’on appelle la condition humaine ». Dans beaucoup de mythologies, la fin de l’âge mythique s’accompagne d’une « chute », d’un « changement ontologique fondamental » dans la structure du monde. Vu que la coincidentia oppositorum est un concept contradictoire, il représente une récusation de la structure logique actuelle du monde, une inversion de la « chute ».
Aussi l’insatisfaction de l’homme traditionnel vis-à-vis de l’âge post-mythique s’exprime-t-il comme le sentiment d’être « déchiré et séparé ». Dans beaucoup de mythologies, l’âge mythique perdu était un paradis, « un état paradoxal dans lequel les contraires existent côte à côte sans conflit, et où les multiplications forment autant d’aspects d’une unité mystérieuse ». La coincidentia oppositorum, en ce qu'elle représente une réconciliation des contraires et l’unification de la diversité, est l’expression du désir de recouvrer l’unité perdue du paradis mythique :

« Au plan de la pensée pré-systématique, le mystère de la totalité englobe les efforts de l’homme pour atteindre une perspective où les contraires sont abolis, où l’Esprit du Mal se révèle comme un stimulant du Bien, et où les Démons apparaissent comme la face nocturne des Dieux. »

### Exceptions à la nature générale des religions

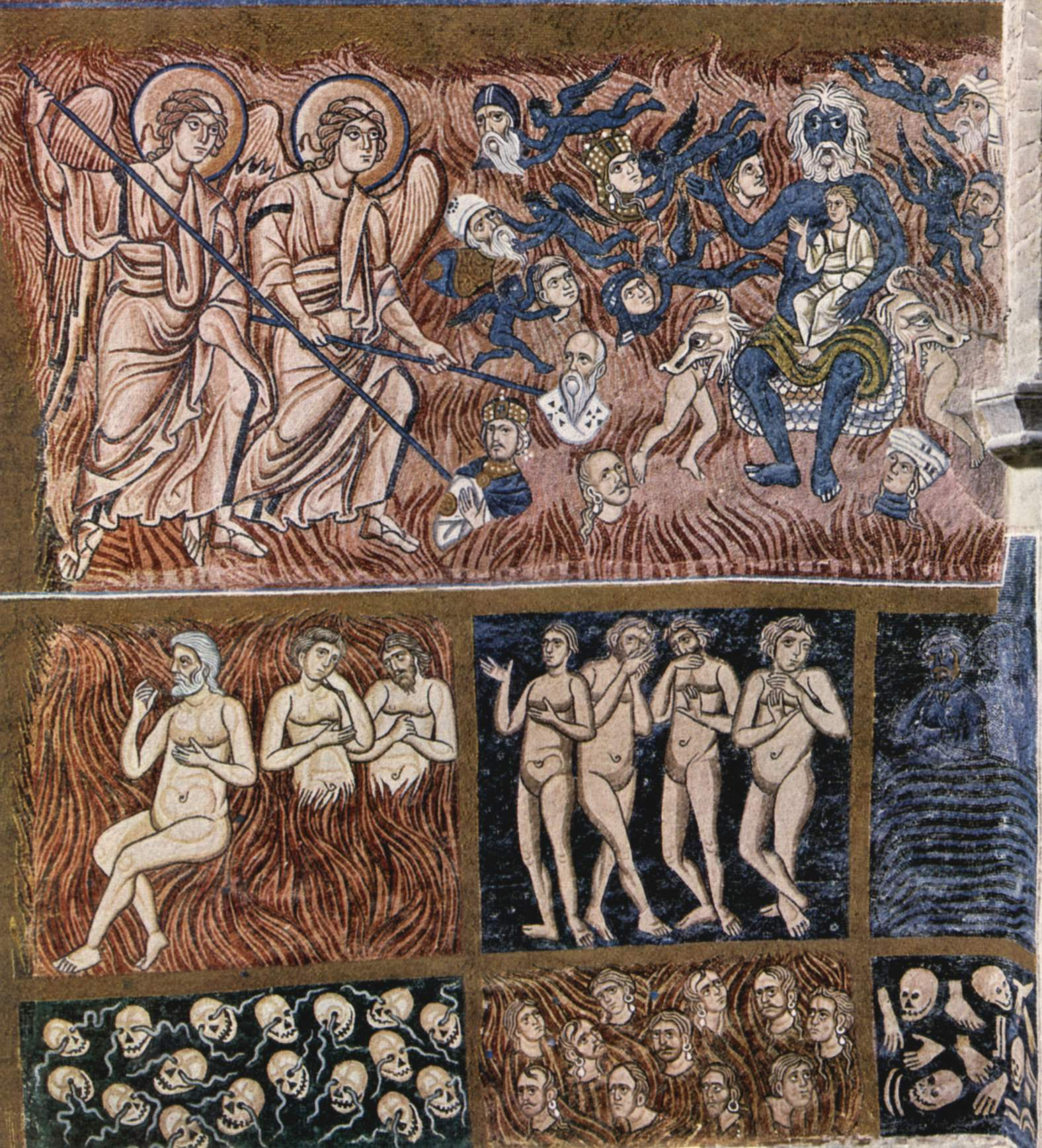
Le Jugement dernier (détail) dans une mosaïque byzantine du XIIe siècle à Torcello.

Eliade reconnaît que toutes les religions ne présentent pas les attributs exposés dans sa théorie du temps sacré et de l’éternel retour. Les traditions zoroastrienne, juive, chrétienne et musulmane posent comme sacré ou susceptible de sanctification le temps linéaire et historique, tandis que certaines traditions orientales rejettent dans une large mesure la notion de temps sacré, et cherchent à se soustraire aux cycles du temps.
Cependant, le fait que le judaïsme et le christianisme font appel à des rites implique nécessairement, selon Eliade, qu’ils gardent un certain sens cyclique du temps :

« Par cela seul qu’il était une religion, le christianisme dut garder au moins un aspect mythique  — le temps liturgique, c’est-à-dire la redécouverte périodique de l’illud tempus des commencements [et] une imitation du Christ comme modèle exemplaire. »

Toutefois, le judaïsme et le christianisme ne voient pas le temps comme un cercle tournant sans fin sur lui-même, ni ne considèrent un tel cycle comme désirable, en tant que moyen d’avoir part au sacré. Ces religions au contraire incorporent le concept d’histoire linéaire progressant vers une ère messianique ou vers le Jugement dernier, introduisant ainsi l’idée de « progrès » (les humains doivent œuvrer pour le paradis futur). Cependant, la vision eliadienne de l’eschatologie judéo-chrétienne peut aussi se comprendre comme étant cyclique en ceci que la « fin des temps » est un retour à Dieu : « La catastrophe finale mettra fin à l’Histoire, et donc restaurera l’homme dans son éternité et sa béatitude ».
Le zoroastrisme, religion pré-islamique de l’Empire perse qui apporta une notable « contribution à la formation religieuse de l’Occident », adhère également à un sens linéaire du temps. D’après Eliade, les Hébreux avaient un sens linéaire du temps avant même d’avoir été influencés par le zoroastrisme. En fait, Eliade considère la culture des Hébreux, et non celle des zoroastriens, comme la première à véritablement « valoriser » le temps historique, et la première à voir tous les événements historiques majeurs comme les épisodes successifs d’une révélation divine continue. Toutefois, raisonne Eliade, le judaïsme élabora sa mythologie du temps linéaire en ajoutant des éléments empruntés au zoroastrisme — y compris le dualisme éthique, la figure du sauveur, la résurrection future du corps, et l’idée du progrès cosmique vers « le triomphe final du Bien ».
Les religions indiennes connaissent en général une conception cyclique du temps, telle que p.ex. la doctrine hindoue du kalpa. Selon Eliade, la plupart des religions qui ont une vision cyclique du temps l’ont également incorporée dans leur doctrine : ils le voient comme une manière de retourner au temps sacré. Pourtant, dans le bouddhisme, le jaïnisme et d’autres formes d’hindouisme, le sacré gît en dehors du flux du monde matériel (appelé maya, ou « illusion »), et l’on ne peut y accéder qu’en échappant aux cycles du temps. Étant donné que le sacré est en dehors du temps cyclique, lequel conditionne l’homme, celui-ci ne pourra atteindre au sacré qu’en se dérobant à la condition humaine. Pour Eliade, les techniques du yoga visent à ce que l’homme puisse s’échapper des limitations du corps, permettant à l’âme (âtman) de s’élever au-dessus du maya pour atteindre le sacré (nirvana, moksha). L’image de la « libération », de la mort vis-à-vis de son propre corps, et de la re-naissance avec un corps nouveau, se rencontre fréquemment dans les textes yogiques, et figure l’évasion hors de la servitude de la condition humaine temporelle. Eliade traite en détail de ces sujets dans Le Yoga. Immortalité et liberté.

### Symbolisme du centre

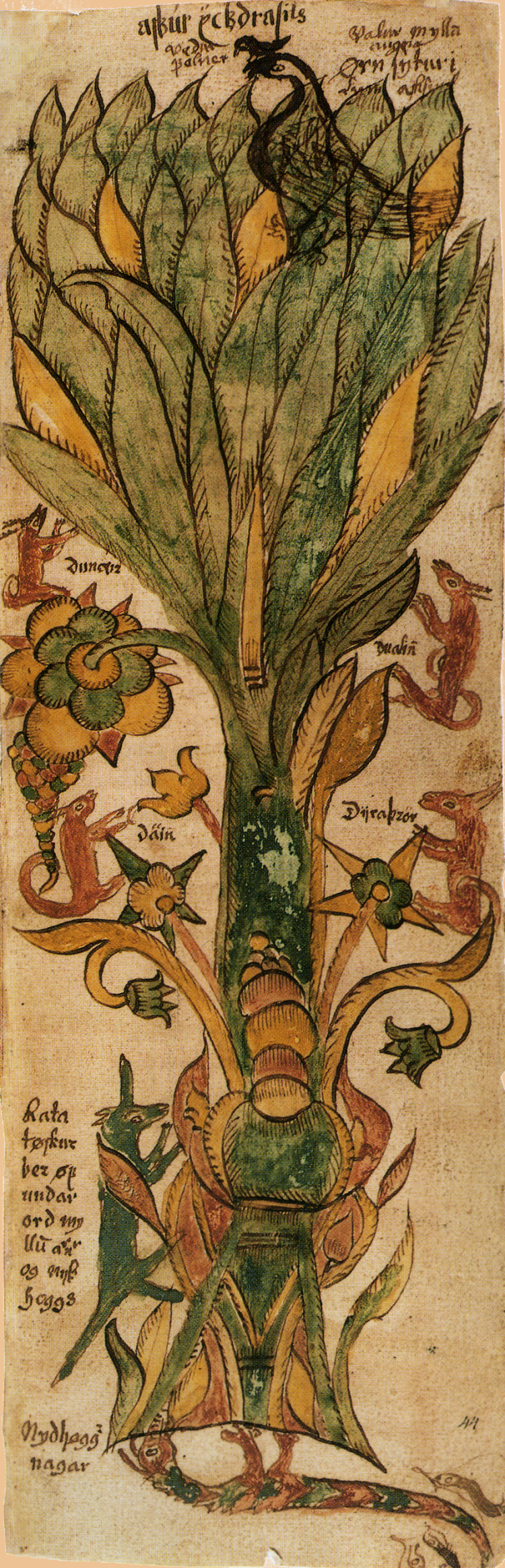
L’Arbre cosmique Yggdrasill, représenté sur une miniature islandaise du XVIIe siècle.

Un thème récurrent dans l’analyse eliadienne du mythe est l’axis mundi, le centre du monde. Selon Eliade, le centre cosmique est un corollaire nécessaire de la division de la réalité en un espace sacré et un espace profane. L’espace sacré contient toute la valeur, et le monde n’acquiert de but et de sens qu’au travers des hiérophanies :

« Dans l’expansion homogène et infinie, dans laquelle aucun point de référence n’est possible et où donc aucune orientation n’est établie, la hiérophanie révèle un point fixe absolu, un centre. »

L’espace profane n’offrant donc à l’homme aucune orientation dans sa vie, il est nécessaire que le sacré se manifeste par une hiérophanie, lors de laquelle sera instauré un site sacré permettant à l’homme de s’orienter. Le site d’une telle hiérophanie équivaut à un « point fixe, un centre ». Ce centre abolit l’« homogénéité et la relativité de l’espace profane », car il devient « l’axe central de toute orientation future ».
La manifestation du sacré dans l’espace profane constitue, par définition, un exemple d'une chose faisant irruption dans un plan d’existence à partir d’un autre plan d’existence. C’est pourquoi la hiérophanie initiale qui établit le centre doit être un lieu où existe un point de contact entre des plans différents, ce qui, raisonne Eliade, explique l’apparition fréquente de cette image mythique où sont convoqués l’Arbre cosmique ou le Pilier reliant ciel, terre et séjour des morts.
Eliade relève que lorsque des sociétés traditionnelles fondent un nouveau territoire, elles accomplissent souvent des rituels de consécration qui reproduisent la hiérophanie qui avait auparavant établi le centre et fondé le monde. En outre, la conception des édifices traditionnels, en particulier des temples, reproduit d'ordinaire l’image mythique de l’axis mundi, reliant entre eux les niveaux cosmiques différents. Par exemple, les ziggourats babyloniennes furent construits de sorte à ressembler à des montagnes cosmiques traversant les sphères célestes, et le rocher du temple de Jérusalem était supposé pénétrer profondément dans le tehom, c’est-à-dire dans les eaux primordiales.
En accord avec la logique de l’éternel retour, l’emplacement d’un tel centre symbolique sera de fait le centre du monde :

« L’on pourrait dire, de façon générale, que la majorité des arbres sacrés et rituels que nous rencontrons dans l’histoire des religions ne sont que des répliques, copies imparfaites de cet archétype exemplaire, l’arbre cosmique. Donc, tous ces arbres sacrés sont pensés comme étant au centre du monde, et tous les arbres et poteaux rituels [...] sont, en quelque sorte, magiquement projetés dans le centre du monde. »

Dans l’interprétation eliadienne, l’homme religieux ressent apparemment le besoin de vivre non seulement près de, mais aussi, autant que possible, dans le centre mythique, étant donné que le centre est le point de communication avec le sacré.
Il s’ensuit, selon Eliade, que les géographies mythiques de nombre de sociétés traditionnelles partagent des configurations communes. Au milieu du monde connu se trouve le centre sacré, « un lieu sacré par-dessus tout » ; ce centre sert de point d’ancrage de l’ordre établi. Autour du centre sacré s’étend le monde connu, le règne de l’ordre établi ; et, au-delà du monde connu, s’étend le règne chaotique et dangereux, « peuplé de fantômes, de démons, [et] d’'étrangers' (que l’on [identifie aux] démons et aux âmes des morts) ». D’après Eliade, les sociétés traditionnelles situent leur monde connu au centre, parce que (dans leur perspective) leur monde connu est un règne obéissant à un ordre reconnaissable, et en conséquence doit être le règne dans lequel le sacré se manifeste ; les régions au-delà du monde connu, qui apparaissent étranges et étrangères, doivent se trouver loin du centre, en dehors de l’ordre fixé par le sacré,.

### Le Dieu Très-Haut
Selon certaines théories évolutionnistes de la religion, en particulier celle d’Edward Burnett Tylor, les cultures progressent naturellement de l’animisme et du polythéisme vers le monothéisme. Dans cette vision, les cultures plus avancées sont donc supposées être plus monothéistes, et inversement, les cultures plus primitives plus polythéistes. Pourtant, bon nombre parmi les sociétés pré-agricoles les plus primitives croient en un Dieu du ciel,. Par conséquent, selon Eliade, les auteurs postérieurs au XIXe siècle rejetèrent la théorie de Tylor postulant une évolution à partir de l’animisme. La découverte de Dieux du ciel suprêmes chez les primitifs porta Eliade à soupçonner que les tout premiers hommes vénéraient un être céleste suprême,. Dans Patterns in Comparative Religion, Eliade écrit que « la prière la plus répandue dans le monde est adressée à 'Notre Père qui êtes aux cieux.' Il est possible que les prières les plus anciennes de l’homme fussent adressées au même père céleste ».
Toutefois, Eliade est en désaccord avec Wilhelm Schmidt, qui pensait que la forme la plus ancienne de religion était un strict monothéisme. Eliade récuse cette théorie du monothéisme primordial (Urmonotheismus) comme étant « rigide » et « inopérante ». « Tout au plus », écrit-il, « ce schéma [de la théorie de Schmidt] rend-il compte de l’évolution [religieuse] de l’homme depuis l’ère paléolithique ». Si un Urmonotheismus exista effectivement, ajoute Eliade, il dut probablement différer à maints égards des conceptions de Dieu prévalant dans beaucoup de croyances monothéistes modernes : par exemple, le Dieu Très-Haut primordial a pu se manifester comme un animal sans perdre son statut d’Être suprême céleste.
Eliade estimait que les Êtres suprêmes célestes étaient en réalité moins courants dans les cultures avancées, et spécula que la découverte de l’agriculture ait pu mettre à l’avant-plan une série de dieux et déesses de la fertilité, amenant l’Être suprême céleste à s’estomper et à finir par s’évanouir tout à fait dans beaucoup de religions anciennes. Même dans les sociétés primitives de chasseurs-cueilleurs, le Dieu Très-Haut est une figure vague et distante, séjournant haut au-dessus du monde. Souvent, aucun culte ne lui est voué, et des prières ne lui sont adressées qu’en dernier ressort, après que tout le reste a échoué,. Eliade appela ce Dieu Très-Haut distant un deus otiosus (« Dieu oisif »).
Dans les systèmes de croyance comportant un deus otiosus, le Dieu Très-Haut distant est supposé avoir été plus proche des hommes pendant l’âge mythique. Après achèvement de son œuvre de création, le Dieu Très-Haut « délaissa la terre et se retira dans les cieux les plus élevés ». C’est là un exemple de la distance du sacré vis-à-vis de la vie profane postérieure à l’âge mythique : en se soustrayant, par le comportement religieux, à la condition profane, des figures telles que les chamans retournent aux conditions de l’âge mythique, lesquelles incluent la proximité avec le Dieu Très-Haut (« par son vol ou son ascension, le chamane […] rencontre le Dieu du ciel en face à face et lui parle directement, ainsi que l’homme le faisait parfois in illo tempore »). Les comportements chamaniques en rapport avec le Dieu Très-Haut constituent un exemple particulièrement marquant de l’éternel retour.

### Chamanisme

#### Aperçu général

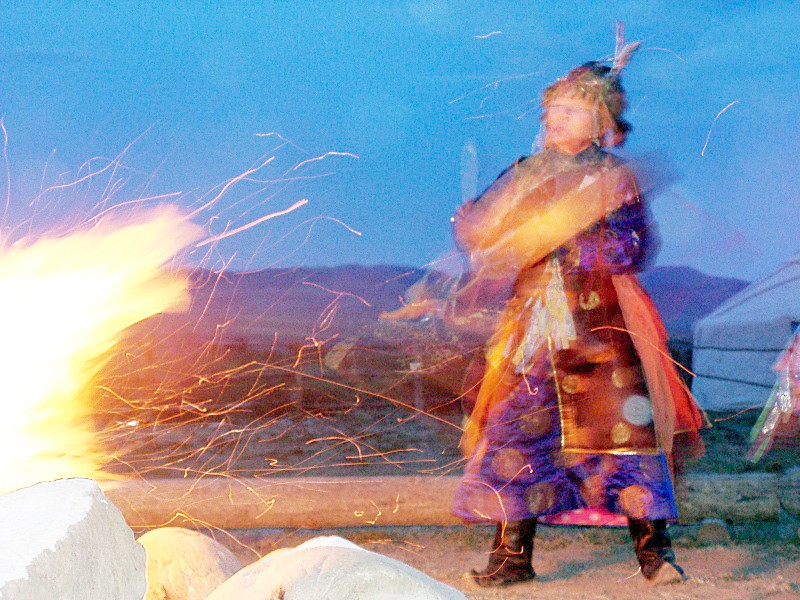
Un chaman accomplissant un cérémonial à Touva.

L’œuvre théorique d’Eliade comprend une étude du chamanisme, le Chamanisme et les techniques archaïques de l’extase, recensement des pratiques chamanistiques dans différentes zones géographiques. Son ouvrage Mythes, rêves et mystères traite également du chamanisme avec quelque détail.
Dans Chamanisme, Eliade plaide pour un usage restrictif du terme de chaman, qui ne doit pas être appliqué à n’importe quel magicien ou guérisseur traditionnel, ce qui risquerait de rendre le terme redondant ; en même temps cependant, il préconise de ne pas restreindre le terme aux seuls praticiens du sacré de Sibérie et d’Asie centrale (c’est du reste à partir d’un des titres de cette fonction, à savoir šamán, considéré par Eliade comme étant d’origine toungouse, que le terme fut introduit dans les langues occidentales). Eliade définit le chaman comme suit :

« On le croit capable de guérir, comme tous les médecins, et d’opérer des miracles du type du fakir, comme tous les magiciens […]. Mais au-delà, il est un psychopompe, et il se peut qu’il soit aussi un prêtre, un mystique et un poète. »

Si nous définissons le chamanisme de cette manière, affirme Eliade, nous nous apercevons alors que le vocable couvre un éventail de phénomènes qui partagent une « structure » et une « histoire » communes et uniques. Ainsi défini, le chamanisme tend à se manifester dans ses formes les plus pures dans les sociétés de chasseurs et dans les sociétés pastorales telles que celles de Sibérie et d’Asie centrale, qui révèrent un Dieu Très-Haut « sur la voie de devenir un deus otiosus ». Eliade considérait le chamanisme de ces régions comme son exemple le plus représentatif.
Dans son étude du chamanisme, Eliade mettait l’accent sur l’attribut du chaman qui lui permet de reconquérir la condition de l’homme d’avant la « chute » hors du temps sacré : « L’expérience mystique la plus représentative des sociétés archaïques, celle du chamanisme, trahit la nostalgie du paradis, le désir de recouvrer l’état de liberté et de béatitude d’avant la chute ». Cette aspiration, qui selon Eliade est en tant que telle commune à presque tous les comportements religieux, se manifeste dans le chamanisme de plusieurs manières spécifiques.

#### Mort, résurrection et fonctions secondaires
Selon Eliade, l’un des thèmes chamanistiques les plus ordinaires est constitué par la mort et la résurrection supposées du chamane. Ces phénomènes se produisent en particulier lors de son initiation. Souvent, la procédure est censée être accomplie par des esprits qui démembrent le chamane et lui arrachent la chair de dessus les os, pour ultérieurement recomposer les morceaux et le ramener à la vie. À plus d’un égard, cette mort et résurrection illustrent l’élévation du chamane au-dessus de la nature humaine.
Si le chaman meurt de sorte à pouvoir s’élever au-dessus de la nature humaine, c’est d’abord à un niveau tout à fait littéral. Après qu’il a été démembré par les esprits initiatiques, ceux-ci remplacent ses anciens organes par d’autres, neufs et magiques (le chaman meurt à son moi profane afin de pouvoir ressusciter en un être nouveau, sanctifié). Deuxièmement, en étant réduit à ses seuls os, le chaman vit une renaissance à un niveau plus symbolique : dans beaucoup de sociétés de chasseurs et de sociétés pastorales, l’os représente la source de la vie, de sorte que se voir réduit à un squelette « équivaut à réintégrer l’utérus de la vie primordiale, c’est-à-dire à un renouveau complet, une renaissance mystique ». Eliade considérait ce retour à la source de la vie comme essentiellement équivalant à l’éternel retour. Troisièmement, le phénomène chamanistique de la mort et de la résurrection réitérées représente une transfiguration à d’autres égards également. Le chaman ne meurt pas qu’une seule fois, mais plusieurs fois : étant mort lors de l’initiation, puis ressuscité doté de pouvoirs nouveaux, le chaman peut envoyer son esprit hors de son corps en missions ; ainsi, sa carrière entière consistera en une succession de morts et résurrections répétées. La nouvelle capacité du chaman de mourir et de revenir à la vie montre qu’il n’est plus lié par les lois du temps profane, en particulier par la loi de la mort : « la capacité de “mourir” et de revenir à la vie [...] dénote que [le chaman] a dépassé la condition humaine ».
S’étant hissé au-dessus de la condition humaine, le chaman est délié du courant de l’histoire et jouit ainsi des conditions de l’âge mythique. Dans beaucoup de mythes, les hommes peuvent parler aux animaux ; de même, à l’issue de leur initiation, beaucoup de chamans affirment être en mesure de communiquer avec les animaux. D’après Eliade, c’est là une des manifestations du retour du chaman « à l’illud tempus que nous décrivent les mythes paradisiaques ».
Le chaman peut descendre dans l’outre-monde ou monter au ciel, souvent en escaladant l’arbre du Monde, le pilier cosmique, l’échelle sacrée, ou quelque autre forme d’axis mundi. Souvent, le chaman monte au ciel pour parler au Dieu Très-Haut. Attendu que les dieux (en particulier le Dieu Très-Haut, selon le concept de deus otiosus développé par Eliade) étaient plus proches des hommes dans l’âge mythique, il s’ensuit que le pouvoir du chaman de communiquer aisément avec le Dieu Très-Haut représente une abolition de l’histoire et un retour à l’âge mythique. En raison de son pouvoir de communiquer avec les dieux et de descendre au pays des morts, le chaman remplit souvent l’office de psychopompe et de guérisseur.

### Discours sur la méthode
En ce qui concerne la méthode, si beaucoup de critiques ont vu Eliade comme historien de la religion, Michel Meslin a souligné que Mircea Eliade est un morphologue de la religion. Douglas Allen a analysé son œuvre du point de vue de la phénoménologie de la religion. Bryan S. Rennie a apporté beaucoup d’arguments pour démontrer qu’Eliade est d’abord un philosophe de la religion. Mircea Itu a décrit les idées religieuses et la conception philosophique d’Eliade. Eliade a été placé entre la philosophie et la théologie par Carl Olson, pendant qu'Adrian Marino a remarqué l’adhésion d’Eliade à l’herméneutique. Natale Spineto, qui a écrit sur l’interprétation de l’œuvre d’Eliade, relève qu’Eliade a souvent utilisé la méthode comparative en adoptant le style de James George Frazer, la rigueur historique de Raffaele Pettazzoni et l’élargissement de la sphère de comparaison de Vittorio Macchioro.

### La phénoménologie de la religion et l’herméneutique
Selon Paul Ricœur, la fonction centrale de l'herméneutique est de récupérer et de restaurer le sens. Il choisit le modèle de la phénoménologie de la religion, en soulignant qu'elle est caractérisée par la préoccupation sur l’objet. Selon Rudolf Otto, le sacré est le mysterium tremendum et fascinans. Gerardus van der Leeuw l’envisage comme une autocratie. Cette autocratie devient une théorie de kratophanie chez le phénoménologue néerlandais de la religion et de hiérophanie chez le phénoménologue roumain de la religion, Mircea Eliade. L’objet de la religion, le sacré, est vue en relation avec le profane. Leur relation n’est pas exprimée par l'opposition, mais par la complémentarité, qui devient l'unité dans l'herméneutique de l’hiérophanie chez Eliade.
Mircea Eliade a envisagé une herméneutique totale. Sa conception sur l’herméneutique a été analysée en détail par Adrian Marino. Eliade suit le modèle proposé par Paul Ricœur, en écrivant sur les trois grands réductionnistes : Karl Marx, qui est réductionniste, parce qu’il a réduit la société à l'économie, en particulier aux rapports de production; Friedrich Nietzsche, qui est réductionniste, parce qu’il a réduit l’homme à un concept arbitraire du surhomme et Sigmund Freud, qui est réductionniste, parce qu’il a réduit la nature humaine à un instinct sexuel. Paul Ricœur les a appelés les trois grands destructeurs, les maîtres de la suspicion.

## Philosophie eliadienne

### Réflexions philosophiques de jeunesse
Outre ses essais politiques, le jeune Mircea Eliade en écrivit d’autres, de portée philosophique. Ces essais, qui se rattachaient à l’idéologie du Trăirism (ro), adoptaient souvent un ton prophétique, et valurent à Eliade d’être salué comme un héraut par plusieurs chefs de file de sa génération. Quand Eliade, âgé de 21 ans, publia son Itinerar spiritual, le critique littéraire Șerban Cioculescu le qualifia de « pilier dirigeant de la jeunesse spirituellement mystique et orthodoxe ». Cioculescu faisait état de son « impressionnante érudition », mais en relevant que celle-ci était « pléthorique à l’occasion, se grisant poétiquement à ses propres abus ». Un collègue de Cioculescu, Perpessicius, percevait le jeune auteur et sa génération comme marqués par « le spectre de la guerre », ce qu’il mit en rapport avec différents essais écrits par Eliade dans les décennies 1920 et 1930, essais dans lesquels l’auteur brandissait la menace d’une imminente nouvelle déflagration, et réclamait dans le même temps qu’il fût permis à la jeunesse d’accomplir sa volonté et de jouir d’une pleine liberté avant de périr.
L’une des contributions remarquées dans cette catégorie d’écrits est un essai d’Eliade rédigé en 1932 et intitulé Soliloquii (« Soliloques »), dans lequel l’auteur explore la philosophie existentielle. George Călinescu, qui y décela « un echo des cours de Nae Ionescu », dressa un parallèle avec les essais d’un autre disciple d’Ionescu, Emil Cioran, en observant que ceux de Cioran était « d’un ton plus exalté et rédigés dans la forme aphoristique de Kierkegaard ». Călinescu rappela le rejet par Eliade de l’objectivité ainsi que son indifférence affirmée envers tout reproche de « naïveté » ou de « contradictions » que le lecteur serait susceptible de lui adresser, de même que ses pensées dédaigneuses concernant les « données théoriques » et la philosophie dominante en général (Eliade considérant en effet cette dernière comme « inerte, stérile et pathogène »). Eliade conclut son essai en notant : « un cerveau sincère est inexpugnable, car il s’interdit toute relation avec des vérités extérieures ».
Le jeune auteur prit soin toutefois de préciser que l’existence qu’il envisageait n’était pas la vie « des instincts et des idiosyncrasies personnelles », qui selon lui déterminaient la vie d’une bonne part de l’humanité, mais celle d’un ensemble distinct de « personnalités ». Il décrivit ces « personnalités » comme étant caractérisées à la fois par le « but » et par « une alchimie beaucoup plus compliquée et dangereuse ». Cette distinction est, selon George Călinescu, l’echo de la métaphore de l’homme telle que formulée par Ionescu, où l’homme était vu comme « le seul animal pouvant échouer à vivre », et de celle du canard, qui « restera canard quoi qu’il fasse ». Pour Eliade, ce à quoi visent les personnalités est l’infinité : « amener, consciemment et glorieusement, l’[existence] à se gaspiller dans autant de ciels qu’il est possible, en s’accomplissant et se polissant sans cesse, et en recherchant l’ascension et non la circonférence ».
Dans la vision d’Eliade, deux voies s’ouvrent à l’homme dans ce parcours. L’une est la gloire, que procure soit le travail, soit la procréation, et l’autre l’ascétisme de la religion ou de la magie — ces deux dernières visant, selon Călinescu, à atteindre l’absolu, y compris là où Eliade décrit la dernière citée comme une « expérience abyssale » dans laquelle l’homme risque de s’abîmer. Après avoir signalé que l’adjonction d’« une solution magique » aux options envisageables semble être une contribution originale d’Eliade lui-même à la philosophie de son mentor Ionescu, Călinescu dit supposer qu’Eliade en était tributaire à Julius Evola et à ses disciples. Il rappela aussi qu’Eliade appliqua ce concept à la création humaine, spécifiquement à la création artistique, et cita l’auteur décrivant cette dernière comme « une joie magique, la rupture victorieuse du cercle de fer » (reflet de l’Imitatio Dei (en), ayant pour but le salut de l’âme).

### Philosophie de la religion

#### Anti-réductionnisme et «transconscience»
Eliade était, de profession, historien des religions. Cependant, ses ouvrages théoriques puisent abondamment dans les terminologies philosophique et psychologique. Ils renferment en outre, relativement à la religion, un certain nombre d’arguments de nature philosophique. En particulier, Eliade sous-entend souvent l’existence, derrière tous les phénomènes religieux, d’une « essence » psychologique ou spirituelle universelle. En raison de ce type d’arguments, d’aucuns ont accusé Eliade de généralisation abusive et d’« essentialisme », voire de poursuivre un dessein théologique sous les dehors de recherches historiques. D’autres au contraire tiennent qu’Eliade doit se comprendre comme un théoricien disposé à discuter ouvertement de l’expérience sacrée et de ses conséquences.
Dans ses études sur la religion, Eliade rejette certaines approches réductionnistes, estimant qu’un phénomène religieux ne saurait être réduit à un pur produit de la culture et de l’histoire. S’il est vrai, concède-t-il, que la religion engage « l’homme social, l’homme économique, etc. », pour autant « tous ces facteurs conditionnants pris ensemble ne suffisent pas à rendre compte de la vie de l’esprit ».
Cette position anti-réductionniste permet à Eliade de réfuter l’accusation qui lui était adressée de vouloir trop généraliser et de privilégier des universaux aux dépens du particulier. Eliade ne nie pas que tout phénomène religieux est certes façonné par la culture et l’histoire particulières dont il est le produit :

« Après que le Fils de Dieu se fut incarné pour devenir le Christ, il lui fallut parler l’araméen ; il ne pouvait se conduire que comme un Hébreu de son temps [...]. Son message religieux, quelque universel qu’il fût, était conditionné par l’histoire passée et présente du peuple hébreu. Si le Fils de Dieu était né en Inde, son langage parlé aurait dû se conformer à la structure des langues indiennes. »

Eliade s’oppose à ceux qu’il appelle les philosophes « historicistes » ou « existentialistes », qui se refusent à reconnaître « l’homme en général » derrière les hommes particuliers produits par des situations particulières (Eliade désignant d’ailleurs Emmanuel Kant comme le précurseur probable de ce type d’« historicisme »). Ajoutant que la conscience humaine transcende (n’est pas réductible à) son conditionnement historique et culturel, il va jusqu’à suggérer la possibilité d’une « transconscience ». Par là, Eliade ne se réfère pas nécessairement à un quelconque élément surnaturel ou mystique : sous le dénominateur de « transconscient », il range un ensemble de motifs, symboles, images et nostalgies religieux qui sont supposément universels et dont l’origine ne saurait dès lors se ramener à tel ou tel conditionnement historique et culturel particulier.

#### Platonisme et «ontologie primitive»
Selon Eliade, les choses, dans la vision de l’homme traditionnel, « n’acquièrent leur réalité, leur identité, qu’à proportion de ce qu’ils participent d’une réalité transcendante ». Aux yeux de l’homme traditionnel, le monde profane est « dépourvu de signification », et ce n'est qu’à condition de se rapporter à un idéal, de se conformer à un modèle mythique, qu'une chose peut émerger du monde profane.
Eliade considère cette vision de la réalité comme un élément fondamental de l’« ontologie primitive » (l’ontologie étant l’étude de l’existence ou de la réalité). Il y voit une similarité avec la philosophie de Platon, qui croyait que les phénomènes physiques n’étaient que les pâles reflets passagers de modèles éternels ou de « formes » (à ce sujet, voir Théorie des formes) ; il écrivit :

« Platon pourrait être considéré comme le philosophe par excellence de la 'mentalité primitive', c’est-à-dire comme le penseur ayant réussi à donner crédit et validité philosophiques aux modes de vie et au comportement de l’humanité archaïque. »

Eliade postule que la théorie des formes platonicienne représente la persistance, au sein de la philosophie grecque, de l’« ontologie primitive », ajoutant que le platonisme est la version « la plus élaborée » de ladite ontologie primitive.
Dans son ouvrage The Structure of Religious Knowing: Encountering the Sacred in Eliade and Lonergan, John Daniel Dadosky observe que par cet énoncé, Eliade se reconnaissait « redevable envers la philosophie grecque en général, et à la théorie platonicienne des formes en particulier, de sa propre théorie des archétypes et de la répétition ». Toutefois, Dadosky remarque en même temps que « la précaution est de mise lorsque l’on essaie d’évaluer la dette d’Eliade envers Platon ». Dadosky cite Robert Segal, professeur de religion, pour qui il faut se garder de confondre la théorie platonicienne et l’« ontologie primitive » eliadienne : pour Eliade, les modèles idéels sont des schémas qu’une personne ou un objet peut imiter ou non ; pour Platon au contraire, il y a une forme pour toute chose, et une chose reflète une forme par le seul fait qu’elle existe.

#### Existentialisme et laïcité
Eliade propose de discerner, derrière les formes culturelles diverses prises par les différentes religions, cet universal : l’homme traditionnel, affirme-t-il, « croit toujours qu’il existe une réalité absolue, le sacré, lequel transcende ce monde, mais se manifeste dans ce même monde, en le sanctifiant et en le rendant réel ». En outre, c’est par le sacré que le comportement de l’homme traditionnel acquiert but et sens : « En imitant le comportement divin, l’homme se place et se maintient près des dieux — c’est-à-dire dans le réel et dans le significatif ».
D’après Eliade, « l’homme moderne non-religieux se trouve dans une situation existentielle nouvelle ». Pour l’homme traditionnel, les événements historiques acquièrent du sens par ceci qu’ils imitent le sacré et les événements transcendants ; l’homme non-religieux au contraire s’est privé de modèles sacrés qui lui indiquent ce que doivent être l’histoire et le comportement humain, et devra en conséquence décider par lui-même comment l’histoire doit se dérouler — en effet, il « se considère comme seul sujet et acteur de l’histoire, et refuse tout appel à la transcendance ». Dans la pensée religieuse, le monde a un dessein objectif établi par des événements mythiques, auxquels l’homme doit se conformer : « le mythe enseigne [à l’homme religieux] les ‘récits’ primordiaux qui l’ont constitué existentiellement ». Du point de vue de la pensée laïque en revanche, tout dessein doit être inventé et imposé au monde par l’homme. Par suite de cette « situation existentielle » nouvelle, le sacré devient, explique Eliade, le principal obstacle à la « liberté » de l’homme non-religieux. En se voyant comme le véritable artisan de l’histoire, l’homme non-religieux s’oppose à toute notion d’un ordre ou d’un modèle externe imposé (p.ex. par une divinité) auquel il serait tenu d’obéir : l’homme moderne « se façonne lui-même, et il ne se façonne complètement qu’à proportion de ce qu’il se désacralise lui-même et le monde. [...] Il ne sera véritablement libre qu’après qu’il aura tué le dernier dieu ».

#### Vestiges de la religion dans le monde laïc
Selon Eliade, il sera impossible à l’homme laïc de s’affranchir entièrement de la pensée religieuse. De par sa nature même, le laïcisme est tributaire de la religion pour l’affirmation de son identité : en s’opposant aux modèles sacrés, en insistant que l’homme doit façonner lui-même l’histoire, l’homme laïc n’arrive à fixer son identité que par sa contestation de la pensée religieuse : « Il [l’homme laïc] ne se reconnaît que dans la mesure où il ‘se libère’ et ‘se purifie’ des ‘superstitions’ de ses ancêtres ». Cependant, l’homme moderne « maintient un ample fonds de mythes camouflés et de rites dégénérés ». P.ex., les événements sociaux modernes gardent certaines similarités avec les rites initiatiques traditionnels, et les romans modernes mettent en scène des motifs et thèmes mythiques,. En définitive, l’homme laïc reste partie prenante de quelque chose comme l’éternel retour : par la lecture de littérature moderne, « l’homme moderne réussit à obtenir une ‘évasion hors du temps’ comparable à l’‘émergence hors du temps’ accomplie par les mythes »,.
Eliade décèle des traces de pensée religieuse jusque dans les académies laïques et proclame que même les scientifiques modernes sont motivés par le désir religieux de retourner au temps sacré des origines :

« L’on pourrait dire que la quête ardente des origines de la Vie et de l’Esprit ; que la fascination par les ‘mystères de la Nature’ ; le pressant besoin de pénétrer et de déchiffrer la structure interne de la Matière — toutes ces aspirations et appétences dénotent une sorte de nostalgie du primordial, de la matrice universelle originelle. La Matière, la Substance représentent l’origine absolue, le commencement de toutes choses. »

Eliade pense que la montée du matérialisme au XIXe siècle contraignit la nostalgie religieuse des « origines » à s’exprimer désormais au travers de la science. Il désigne son propre domaine de spécialité, l’histoire des religions, comme l’un de ceux qui durant le XIXe siècle étaient obsédés par les origines :

« La nouvelle discipline de l’histoire des religions se développa rapidement dans ce contexte culturel. Et, bien entendu, elle suivit un même modèle : l’approche positiviste des faits et la recherche des origines, du tout premier commencement de la religion.

Toute l’historiographie occidentale était à cette époque-là obsédée par la quête des origines. [...] Cette recherche des origines des institutions humaines et des créations culturelles prolonge et complète la quête du naturaliste vers l’origine des espèces, le rêve du biologiste de capter l’origine de la vie, les efforts du géologue et de l’astronome pour comprendre l’origine de la terre et de l’univers. D’un point de vue psychologique, l’on peut déchiffrer ici la même nostalgie du ‘primordial’ et de l’‘originel’. »

Dans certains de ses écrits, Eliade dépeint les idéologies politiques modernes comme de la mythologie laïcisée. Ainsi, le marxisme « reprend et poursuit l’un des grands mythes eschatologiques du monde proche-oriental et méditerranéen, savoir : le rôle rédempteur qu’ont à jouer les Justes (les ‘élus’, les ‘bénis’, les ‘innocents’, les ‘envoyés’, de nos jours les prolétaires), dont les souffrances sont invoquées pour changer le statut ontologique du monde ». Eliade voit dans le mythe très répandu de l’Âge d’or, « lequel, suivant un certain nombre de traditions, se situe au commencement et à la fin de l’histoire », un « précédent » à la vision marxienne d’une société sans classes. Selon Eliade en somme, la croyance de Marx dans le triomphe final du bien (le prolétariat) sur le mal (la bourgeoisie) constitue « une idéologie judéo-chrétienne véritablement messianique ». Pour Eliade, l’idéologie marxiste, en dépit de l’hostilité de Marx envers la religion, fonctionne au-dedans d’un cadre conceptuel hérité de la mythologie religieuse.
Dans le même ordre d’idées, Eliade relève que l’idéologie nazie renfermait un mysticisme pseudo-païen s’appuyant sur l’antique religion germanique. Le succès inégal de ces deux idéologies peut s’expliquer, suggère-t-il, par les différences de nature entre la mythologie pseudo-germanique des Nazis et celle pseudo-judéo-chrétienne de Marx :

« En comparaison de l’optimisme vigoureux du mythe communiste, la mythologie propagée par les nationaux-socialistes semble particulièrement inepte ; et cela n’est pas seulement dû aux limites du mythe racial (comment peut-on imaginer que le reste de l’Europe accepte volontairement de se soumettre à la race des maîtres ?), mais avant tout en raison du pessimisme fondamental de la mythologie germanique. [...] En effet, l’eschaton prophétisé et attendu par les anciens Germains était le ragnarok, c’est-à-dire une fin du monde catastrophique. »

#### L’homme moderne et la «terreur de l’histoire»
Pour Eliade, si l’homme moderne continue de porter des « traces » de « comportement mythologique », c’est parce qu’il éprouve un intense besoin de temps sacré et d’éternel retour. Quoique l’homme moderne se revendique non-religieux, il est incapable finalement de trouver quelque valeur à la succession linéaire des événements historiques ; même l’homme moderne en effet ressent la « terreur de l’histoire » : « Ici également [...] il y a toujours la lutte contre le Temps, l’espoir d’être libéré du poids du ‘temps mort’, du Temps qui écrase et qui tue ».
Selon Eliade, cette « terreur de l’histoire » se fait particulièrement aiguë lorsque l’homme moderne se trouve confronté à des événements historiques violents et menaçants — le constat seul qu’un événement terrible s'est produit, qu’il s’inscrit dans l’histoire, n’apporte que peu de réconfort à ceux qui en souffrent. Eliade pose la question rhétorique de savoir comment l’homme moderne peut « supporter les catastrophes et les horreurs de l’histoire — des déportations et massacres collectifs, aux bombardements atomiques — si, au-delà de celles-ci, il ne peut entrevoir ni signe, ni sens transhistorique ».
Eliade indique que si aux yeux de l’homme ancien, les répétitions d’événements mythiques conféraient une valeur et un sens sacrés à l’histoire, l’homme moderne en revanche, ayant répudié le sacré, doit par conséquent inventer de lui-même une valeur et un dessein sous-jacent. En l’absence de sacré capable de donner une valeur absolue, objective aux événements historiques, l’homme moderne se retrouve avec « une vision relativiste ou nihiliste de l’histoire » et une subséquente « aridité spirituelle ». Au chapitre 4 (la Terreur de l’histoire) du Mythe de l’éternel retour et au chapitre 9 (Symbolisme religieux et Angoisse de l’homme moderne) de Mythes, rêves et mystères, Eliade explique longuement que le rejet de la pensée religieuse est la cause première des anxiétés de l’homme moderne.

#### Dialogue interculturel et «nouvel humanisme»
Eliade estime que l’homme moderne peut échapper à la « terreur de l’histoire » en s’instruisant des cultures traditionnelles ; selon lui, l’hindouisme p.ex. aurait des conseils à donner aux Occidentaux modernes. D’après plusieurs branches de l’hindouisme, le monde du temps historique est illusoire, et la seule réalité absolue est l’âme immortelle, ou âtman, présente dans l’homme. Aussi, écrit Eliade, les Hindous, en refusant de voir dans le temps historique la vraie réalité, ont-ils su se soustraire à la terreur de l’histoire. Mais Eliade imagine la méfiance et les réticences du philosophe occidental ou continental à l’endroit de cette vision hindoue de l’histoire :

« L’on peut aisément deviner ce qu’un philosophe européen  de l’histoire ou un philosophe existentialiste répliquerait [...]. Vous me demandez, dirait-il, de ‘mourir à l’histoire’ ; mais l’homme n’est pas, et ne peut être autre chose que de l’histoire, car sa véritable essence est la temporalité. Ainsi, ce que vous me demandez, c’est de renoncer à mon existence authentique et de trouver refuge dans une abstraction, dans l’Être pur, dans l’âtman : il me faudrait sacrifier ma dignité en tant que créateur de l’histoire, afin de vivre une existence anhistorique, inauthentique, vide de tout contenu humain. Eh bien, je préfère m’arranger avec mon angoisse : du moins celle-ci ne peut-elle pas me priver d’une certaine grandeur héroïque, celle de prendre conscience de ma condition humaine et de l’accepter. »

Cependant, Eliade explique que la vision hindoue de l’histoire n’implique pas nécessairement un rejet de l’histoire ; au contraire même, dans l’hindouisme, l’existence humaine historique n’est pas cette « absurdité » que beaucoup de philosophes continentaux ont coutume d’y voir. Dans l’hindouisme, l’histoire est une création divine, et l’on peut vivre en elle avec contentement moyennant que l’on observe vis-à-vis d’elle un certain degré de détachement : « L’on est dévoré par le Temps, par l’Histoire, non pas parce que l’on vit en eux, mais parce qu’on se les imagine réels et que, par conséquent, l’on oublie ou sous-évalue l’éternité ».
En outre, Eliade explique que les Occidentaux pourraient apprendre de cultures non-occidentales à déceler dans la souffrance et la mort autre chose que la seule absurdité. Dans les cultures traditionnelles, la souffrance et la mort ont valeur de rites de passage ; de fait, leur rites initiatiques comportent souvent une mort et une résurrection symboliques, ou des ordalies symboliques, suivies d’apaisement. Par analogie, raisonne Eliade, l’homme moderne pourrait apprendre à regarder ses propres ordalies historiques, voire la mort, comme des initiations nécessaires en vue du prochain stade de son existence.
Eliade va jusqu’à suggérer que la pensée traditionnelle est à même d’apporter un soulagement à la vague angoisse suscitée par « notre obscur pressentiment de la fin du monde, ou, plus exactement, de la fin de notre monde, de notre propre civilisation ». Beaucoup de cultures traditionnelles possèdent des mythes dans lesquels elles ont intégré la fin de leur monde ou de leur civilisation ; toutefois, ces mythes n’ont pas pour effet « de paralyser ni la Vie, ni la Culture ». Ces cultures traditionnelles privilégient le temps cyclique et, par là, l’inévitable avènement d’un monde nouveau, ou d’une civilisation nouvelle, sur les ruines de l’ancien. Aussi restent-elles sereines, même lorsqu’elles envisagent les temps derniers.
Eliade postule qu’une renaissance spirituelle occidentale est possible dans le cadre des traditions spirituelles occidentales. Toutefois, il souligne que pour engager une telle renaissance, les Occidentaux auraient besoin d’être stimulés par des idées provenant de cultures non occidentales. Dans son Mythes, rêves et mystères, Eliade pose qu’« une rencontre authentique » entre cultures « pourrait bien constituer le point de départ d’un nouvel humanisme, à l’échelle mondiale ».

#### Christianisme et «salut» de l’Histoire
Mircea Eliade croit déceler dans les trois principaux monothéismes le point de basculement entre l’ancienne vision cyclique du temps et celle moderne, linéaire, mais note que dans le cas de ces religions, les événements sacrés ne se limitent pas à un âge primordial éloigné, mais persistent tout au long de l’histoire : « le temps n’est plus [seulement] le Temps circulaire de l’éternel retour ; il est devenu Temps linéaire et irréversible ». Il voit ainsi dans le christianisme l’ultime exemple d’une religion embrassant un temps historique linéaire. Quand Dieu est né en tant qu’homme, plongé dans le courant de l’histoire, « l’histoire tout entière devient une théophanie ». Selon les termes d’Eliade, « le christianisme s’évertue à sauver l’histoire » : dans le christianisme en effet, le sacré s’introduit dans un être humain (le Christ) pour sauver les hommes, mais le sacré s’introduit en même temps dans l’histoire pour sauver celle-ci et changer les événements historiques, y compris ordinaires, en quelque chose qui soit « capable de transmettre un message transhistorique ».
Dans la perspective d’Eliade, le « message transhistorique » du christianisme pourrait être la ressource la plus importante dont dispose l’homme moderne pour faire face à la terreur de l’histoire. Dans son ouvrage intitulé Mito (« Mythe »), le germaniste et critique littéraire italien Furio Jesi affirme qu’Eliade dénie à l’homme la position de véritable protagoniste de l’histoire : pour Eliade, la vraie expérience humaine ne consiste pas à « faire l’histoire » intellectuellement, mais à éprouver les joies et les peines de l’homme. Ainsi, dans la perspective d’Eliade, le récit du Christ devient-il le mythe parfait à l’usage de l’homme moderne. Pour le christianisme, Dieu, en naissant en tant que Christ, s’inséra volontairement dans le temps historique et accepta les souffrances qui en résultèrent. En s’identifiant au Christ, l’homme moderne peut apprendre à affronter les événements historiques douloureux. En somme, selon Jesi, Eliade voit le christianisme comme la seule religion capable de sauver l’homme de la « terreur de l’histoire ».
Dans la vision d’Eliade, l’homme traditionnel assimile le temps à une répétition infinie d’archétypes mythiques. L’homme moderne au contraire a abandonné les archétypes mythiques pour entrer dans un temps historique linéaire. Or, à la différence de beaucoup d’autres religions, le christianisme accorde de la valeur au temps historique. Eliade en conclut que le « christianisme se révèle être ainsi incontestablement la religion de ‘l’homme déchu’ », de l’homme moderne qui a perdu « le paradis des archétypes et de la répétition ».

#### «Gnosticisme moderne», romantisme et nostalgie eliadienne
Après analyse des similarités entre les « mythologistes » Eliade, Joseph Campbell et Carl Jung, Robert Ellwood conclut que ces trois mythologistes modernes, qui tous trois pensent que les mythes révèlent la « vérité intemporelle », remplissent le rôle qui était celui des gnostiques dans l’Antiquité. Les divers mouvements religieux que recouvre le terme gnosticisme partagent tous cette doctrine de base que le monde environnant est fondamentalement mal ou inhospitalier, que nous nous trouvons piégés dans le monde, sans que nous n’y soyons pour rien, et que nous ne pouvons être sauvés de ce monde qu’au moyen d’un savoir (gnose) secret. Ellwood pose que les trois mythologistes susnommés étaient des « gnostiques modernes à part entière », et fait remarquer :

« Que ce soit dans la Rome d’Auguste ou dans l’Europe moderne, la démocratie n’a que trop facilement ouvert la voie au totalitarisme, la technologie fut mise aussi promptement au service de la bataille que du confort, et une immense richesse côtoie une pauvreté abyssale. [...] Les gnostiques passés et présents cherchaient des réponses non dans le cours des événements humains extérieurs, mais dans la connaissance du commencement du monde, de ce qui se trouve au-dessus et au-delà du monde, et des lieux secrets de l’âme humaine. C’est à tout cela que les mythologistes ont fait appel, et ils gagnèrent de nombreux et fidèles adeptes. »

Selon Ellwood, les trois mythologistes croyaient aux doctrines de base du gnosticisme, fût-ce sous leur forme laïque. Ellwood pense d’autre part que le romantisme, qui stimula l’étude moderne de la mythologie, eut sur eux une forte influence. En accord avec l’idée romantique selon laquelle l’émotion et l’imagination avaient la même dignité que la raison, les romantiques, raisonne Ellwood, inclinaient à penser que la vérité en politique « peut se connaître moins par des considérations rationnelles que par la capacité de celle-ci à allumer les passions » et, partant, que la vérité en politique est « fortement susceptible d’être trouvée [...] dans un passé éloigné ».
En tant que gnostiques modernes, poursuit Ellwood, les trois mythologistes se sentaient aliénés du monde moderne qui les entourait. En tant que spécialistes, ils avaient connaissance de sociétés primordiales fonctionnant différemment des sociétés modernes ; en tant qu’intellectuels influencés par le romantisme, ils considéraient les mythes comme une gnose salvatrice, apte à leur offrir les « voies d’un éternel retour vers des âges primordiaux plus simples, où furent forgées les valeurs qui dirigent le monde ».
De plus, Ellwood désigne le sentiment de nostalgie personnel d’Eliade comme la source de son intérêt pour — voire de ses théories sur — les sociétés traditionnelles. Il cite les propres paroles d'Eliade où celui-ci reconnaît désirer un éternel retour pareil à celui par lequel l’homme traditionnel retourne au paradis mythique : « Ma préoccupation essentielle est précisément de trouver le moyen d’échapper à l’Histoire, de me sauver à travers le symbole, le mythe, le rite, les archétypes ».
Pour Ellwood, la nostalgie d’Eliade n’a pu être que renforcée par son exil de Roumanie : « Dans ses dernières années, Eliade ressentait son propre passé roumain comme les peuples primordiaux ressentaient le temps mythique. Il était entraîné à y retourner, cependant il savait qu’il ne pourrait pas y vivre, et tout cela avait quelque chose de délétère ». Ellwood suggère que cette nostalgie, en même temps que le sentiment que « l’exil est l’une des métaphores les plus profondes de la vie humaine », a marqué de son empreinte les théories d’Eliade. Ellwood en veut pour preuve le concept eliadien de la « terreur de l’histoire », contre laquelle l’homme moderne ne dispose plus d’aucun rempart. Ellwood détecte dans ledit concept un « élément de nostalgie » des temps anciens « où le sacré était fort et où la terreur de l’histoire avait à peine encore levé la tête ».

## Voix critiques

### Généralisations abusives
Pour étayer ses théories, Eliade convoque un large éventail de mythes et de rites ; néanmoins, il a été accusé de vouloir généraliser à l’excès, et beaucoup de chercheurs jugent que les éléments de preuve qu’il apporte sont insuffisants et ne permettent pas de considérer comme principes universels, ou même seulement généraux, de toute pensée religieuse les propriétés générales postulées par Eliade. Selon l’un de ces chercheurs, « Eliade a pu certes être l’historien des religions contemporain le plus diffusé et le plus influent », mais « beaucoup, sinon la plupart, des spécialistes en anthropologie, en sociologie, et même en histoire des religions ont soit dédaigné soit bientôt répudié » les travaux d’Eliade.
Geoffrey Kirk, spécialiste en lettres classiques, critique l’affirmation d’Eliade que les aborigènes d'Australie et les anciens Mésopotamiens auraient connu les concepts d’« être », de « non-être », de « réel » et de « devenir », nonobstant qu’il leur manquât les termes pour les désigner. Kirk estime en outre qu’Eliade étend abusivement le champ d’application de ses théories, et cite comme exemple la thèse d’Eliade selon laquelle le mythe moderne du bon sauvage s’expliquerait par la propension religieuse à idéaliser l’âge primordial et mythique ; pour Kirk, « de telles extravagances, combinées à une répétitivité marquée, ont fait qu’Eliade est peu apprécié chez les anthropologues et chez les sociologues ». Kirk soupçonne qu’Eliade a édifié sa théorie de l’éternel retour à partir des fonctions que remplit la mythologie chez les aborigènes d’Australie, pour l’appliquer ensuite à d’autres mythologies sur lesquelles cette théorie ne saurait s’appliquer ; p.ex., Kirk relève que l’éternel retour est inapte à rendre compte adéquatement des fonctions de la mythologie amérindienne ou grecque. Kirk conclut que si « l’idée d’Eliade constitue une grille de perception qui est valable pour certains mythes, elle ne peut servir de guide à une appréhension correcte de chacun d’eux ».
Il n’est jusqu’à Wendy Doniger ― successeur d’Eliade à l’université de Chicago ― qui n’ait fait observer (dans son avant-propos à Chamanisme d’Eliade) que l’éternel retour n’est pas applicable à tous les mythes et rites, même s’il vaut pour un grand nombre d’entre eux. Toutefois, si Doniger s’accorde à dire qu’Eliade tendait à faire des généralisations excessives, elle note que son penchant à « s’engager hardiment en faveur d’universaux » lui permit de discerner des structures sous-jacentes « qui embrassent le globe tout entier et l’ensemble de l’histoire humaine ». Que ses théories soient vraies ou non, raisonne-t-elle, les théories eliadiennes demeurent utiles « comme points de départ à l’étude comparée des religions ». Elle signale que les théories d’Eliade se sont révélées capables d’assimiler « de nouvelles données auxquelles Eliade n’avait pas accès ».

### Support empirique insuffisant
Plusieurs chercheurs ont reproché aux travaux d’Eliade de manquer de fondement empirique. Ainsi est-il fait grief à Eliade d’avoir négligé « d’élaborer une méthodologie appropriée pour l’histoire des religions et d’établir cette discipline au rang de science empirique », encore que ces mêmes critiques reconnaissent que « quoi qu’il en soit, l’histoire des religions ne devrait pas viser à devenir une science empirique ». Est mise en cause en particulier, comme étant indémontrable empiriquement, la thèse d’Eliade selon laquelle le sacré est un élément structurel de la conscience humaine : « nul jusqu’ici n’a réussi à ramener au jour cette catégorie de base qu’est le sacré ». L’anthropologue Alice Kehoe a été fort critique vis-à-vis de l’ouvrage d’Eliade sur le chamanisme, notamment au motif qu’il n’était pas anthropologue mais historien ; elle reproche à Eliade de n’avoir jamais fait de travail de terrain et de ne s’être jamais mis en contact avec un quelconque groupe indigène pratiquant le chamanisme, et que son œuvre a été composée à partir de sources diverses sans jamais avoir été corroborée par une recherche directe sur le terrain. Le professeur Kees W. Bolle, de l’université de Californie à Los Angeles, argua en revanche que « l’approche du professeur Eliade [était], dans tous ses travaux, empirique », et accorda à Eliade une place à part, eu égard à ce que Bolle considérait comme une « attention [qu’Eliade prêta plus spécialement] aux diverses motivations particulières » sous-tendant les différents mythes.
D’autres ont pour leur part stigmatisé sa tendance à méconnaître les aspects sociaux de la religion. Le chercheur français Daniel Dubuisson a mis en cause la stature universitaire d’Eliade et la scientificité de ses travaux, pointant le (présumé) refus d’Eliade d’envisager les religions dans leur contexte historique et culturel, et soulignant que la notion eliadienne de hiérophanie présuppose l’existence réelle d'un niveau surnaturel.
Ronald Inden (en), historien spécialisé en histoire de l’Inde et professeur à l’université de Chicago, critiqua Mircea Eliade et d’autres grandes figures intellectuelles (telles que Carl Jung et Joseph Campbell entre autres) pour avoir concouru à la construction d’une « vision romantique » de l’hindouisme ; il observe que leur manière d’aborder le sujet s’appuyait principalement sur une approche orientaliste et a fait en sorte que l’hindouisme a pu apparaître « comme un royaume privé, produit de l’imagination et du sentiment religieux, qui fait défaut à l’homme occidental moderne mais dont il éprouve le besoin ».

### Un modèle explicatif sans fenêtre sur autrui
Dans L’Erreur de Mircea Eliade, Albert Assaraf met l’accent sur une carence du modèle théorique eliadien lourde de conséquences pour l’histoire des religions. Eliade, en dépit de l’impressionnante richesse de ses sources documentaires, vide les faits religieux de leur dimension relationnelle. Son système explicatif, dominé par les théories de l’être et des archétypes, est sans fenêtre sur autrui, sans interactions interpersonnelles, sans circularité systémique. Le « plus navrant », écrit Albert Assaraf, est qu’Eliade, en fin de Traité d’histoire des religions, admet le caractère central du symbolisme du lien, au point de le comparer à un super-archétype « qui tente de se réaliser sur tous les plans de l’expérience magico-religieuse ». Eliade consacre même une longue monographie sur les dieux lieurs et le symbolisme des nœuds dans Images et symboles, paru en 1952. Pour autant, « liens, ficelles, cordes, lassos, etc., restent pour [Eliade] des choses qu’il range dans un réservoir statique d’images innées : le transconscient. Mais nullement la matérialisation d’interactions interpersonnelles dynamiques ».
Du reste, pour montrer le caractère éminemment relationnel des phénomènes religieux, L’Erreur de Mircea Eliade s’emploie à traduire en des termes relationnels les grands sujets de prédilection d’Eliade. Le sacré et son ambivalence, le symbolisme du centre, la non-homogénéité de l’espace, le retour au temps des origines, le retour périodique au Chaos, la mort-renaissance, l’initiation, le sacrifice, la coïncidence des contraires. Enfin, la structure des symboles longuement développée par Eliade dans Traité d’histoire des religions.

### Extrême droite et influences nationalistes
Si, sans doute, son œuvre théorique n’a jamais été subordonnée à ses opinions politiques de jeunesse, l’école de pensée à laquelle Eliade avait adhéré dans la Roumanie de l’entre-deux-guerres, à savoir : le trăirism (ro), ainsi que les ouvrages de Julius Evola, où il continua ensuite de puiser inspiration, sont thématiquement liés avec le fascisme, notamment en adhérant à la Garde de fer,,,. L’écrivain et universitaire roumain Marcel Tolcea a indiqué qu’à travers l’interprétation particulière faite par Evola de l’œuvre de Guénon, Eliade garda un lien traçable indirect avec les idéologies d’extrême droite, y compris dans ses productions purement théoriques. Daniel Dubuisson s’attarda plus particulièrement au concept eliadien de homo religiosus, reflet selon lui de l’élitisme fasciste, et argua que les visions qu’avait Eliade du judaïsme et de l’Ancien Testament, visions qui désignent les Hébreux comme les ennemis de l’antique religion cosmique, permettaient en définitive à Eliade de sauvegarder et perpétuer un discours antisémite.
Dans une pièce de 1930 signée par Eliade, Julius Evola était présenté comme un grand penseur tandis que les intellectuels controversés Oswald Spengler, Arthur de Gobineau, Houston Stewart Chamberlain et l’idéologue nazi Alfred Rosenberg y étaient couverts d’éloges. Evola, qui ne cessera de défendre les principes essentiels du fascisme mystique, protesta un jour auprès d’Eliade en lui reprochant de négliger de le citer, lui et Guénon ; Eliade répliqua que ses œuvres étaient écrites pour un public contemporain général, et non à l’attention des initiés de cercles ésoteriques. Après les années 1960, Eliade prêta, conjointement avec Evola, Louis Rougier et d’autres intellectuels, son soutien à Alain de Benoist et à son controversé Groupement de recherche et d'études pour la civilisation européenne, incarnation de la mouvance intellectuelle de la Nouvelle Droite,.
Eliade vouait aussi un intérêt particulier à l’antique culte de Zalmoxis et du supposé monothéisme de celui-ci,. Cela, de même que sa conclusion que la romanisation avait été superficielle dans la Dacie romaine, rejoignait la vision à laquelle souscrivaient les partisans contemporains du nationalisme protochroniste,. D’après l’historien Sorin Antohi (en), Eliade pourrait bien avoir encouragé des protochronistes tels qu’Edgar Papu (en) à mener les recherches qui aboutiront à l’affirmation que les Roumains du Moyen Âge avaient été les précurseurs de la Renaissance.
Dans son étude sur Eliade, Jung et Campbell, Robert Ellwood aborde lui aussi les liens entre travaux théoriques d’une part et engagements politiques controversés d’autre part, faisant remarquer que ces mythologistes ont tous trois été accusés d’adopter des positions politiques réactionnaires. Ellwood relève le parallèle évident existant entre le conservatisme inhérent au mythe, lequel en effet convoque un âge d’or primordial, et le conservatisme politique de l’extrême droite. Toutefois, Ellwood tient à préciser que l’explication est sans doute plus complexe que cela. De quelque côté que leurs sympathies politiques aient pu se situer, écrit-il, les trois mythologistes susmentionnés apparaissaient souvent « apolitiques sinon anti-politiques, rejetant avec dédain tout salut ici-bas ». En outre, la nature de la connexité entre mythologie et politique diffère pour les trois mythologistes concernés : dans le cas d’Eliade, Ellwood croit qu’un fort sens de la nostalgie (« de l’enfance, du temps jadis historique, de la religion cosmique, du paradis ») a pu déterminer non seulement ses centres d’intérêt théoriques, mais aussi ses représentations politiques.
Compte tenu que dans la dernière partie de sa vie Eliade s’était gardé à l’écart de toute politique, Ellwood dut s'évertuer à extraire des travaux universitaires d’Eliade une philosophie politique implicite. Ellwood estime que la nostalgie des traditions anciennes présente chez l’Eliade à l’âge mûr ne fait pas de lui pour autant un réactionnaire au sens politique, ni même un réactionnaire indolent, et ira jusqu’à conclure qu’en réalité Eliade était à la fin de sa vie un « moderniste radical » ; en effet, selon Ellwood :

« Ceux qui considèrent la fascination d’Eliade pour le primordial comme simplement réactionnaire, dans l’habituelle acception politique ou religieuse de ce mot, n’appréhendent pas l’Eliade de la maturité d’une manière suffisamment radicale. [...] Pour lui, la tradition n’était pas exactement une prescription au sens de Burke, ni la confiance sacrée de demeurer vivant génération après génération, attendu qu’Eliade était pleinement conscient que la tradition, tout comme les hommes et les nations, ne vit que par le changement voire par l’occultation. Dès lors, la chose à faire n’est pas de tenter vainement de la garder immuable, mais de la mettre au jour là où elle se cache. »

Selon Eliade, des éléments religieux perdurent dans la culture laïque, mais « camouflée » sous des formes nouvelles. Aussi Ellwood suppose-t-il qu’Eliade pensait dans son âge mûr que l’homme moderne devait préserver les éléments du passé, mais ne devait pas tenter de les restaurer dans leur forme originelle par des politiques réactionnaires. Il soupçonne qu’Eliade eût préconisé « un État minimal plutôt que maximaliste », apte à permettre la transformation spirituelle personnelle sans l’imposer.
Nombre de commentateurs ont taxé Eliade d’« essentialisme », forme de généralisation par laquelle une « essence » commune est abusivement attribuée à un groupe entier — en l’occurrence, à toutes les sociétés « religieuses » ou « traditionnelles ». Au surplus, certains ont cru détecter un lien entre d’une part le présumé « essentialisme » d’Eliade en ce qui touche à la religion, et d’autre part l’essentialisme fasciste rapporté aux races et aux nations. Aux yeux d’Ellwood cependant, ce lien « semble assez tortueux, ne se réduisant en définitive qu’à guère plus qu’un argument ad hominem destiné à attacher à toute l’œuvre [théorique] d’Eliade l’opprobre qu’inspirent à toute personne décente les troupes d’assaut et la Garde de Fer ». Néanmoins, Ellwood reconnaît que certaines tendances communément à l’œuvre dans la « pensée mythologique » aient pu porter Eliade, ainsi que Jung et Campbell, à concevoir certains groupes humains d’une façon « essentialiste », et que cela puisse expliquer leur supposé antisémitisme : 

« Une tendance à penser en termes génériques les peuples, races, religions ou partis, laquelle tendance est indiscutablement, ainsi que nous le verrons, l’écueil le plus redoutable de la pensée mythologique, y compris de celle de mythologistes modernes du nombre desquels sont nos trois auteurs, peut permettre la jonction avec un antisémitisme naissant, ― ou la jonction peut avoir lieu d’autre manière. »

## Œuvre littéraire

### Caractéristiques générales
Nombre des œuvres littéraires de jeunesse de Mircea Eliade, en particulier les toutes premières, se signalent par leur charge érotique et par l’accent mis sur l’expérience subjective. De style moderniste, ces écrits ont pu être comparés à ceux d’écrivains roumains contemporains tels que Mihail Sebastian, I. Valerian (en), et Ion Biberi (en). Outre vers Honoré de Balzac et Giovanni Papini, ses précoces goûts littéraires portaient Eliade vers Aldous Huxley et Miguel de Unamuno, ainsi que vers André Gide. Il lut également avec intérêt la prose de Romain Rolland, de Henrik Ibsen, et des penseurs des Lumières Voltaire et Denis Diderot. Jeune homme, il lisait les œuvres d’auteurs roumains comme Liviu Rebreanu et Panaït Istrati ; au début, il était également intéressé par les œuvres en prose de Ionel Teodoreanu, mais les désavoua plus tard en critiquant leur auteur.
Analysant l’œuvre d’Eliade afin d’en déterminer les traits principaux, George Călinescu souligna qu’Eliade était, sur le plan stylistique, fortement redevable à l’écrivain français André Gide, et conclut qu’il figurait, avec Camil Petrescu et quelques autres, parmi les disciples gidiens de premier plan dans la littérature roumaine ; il signala qu’à l’instar de Gide, Eliade pensait que l’artiste « ne prend pas position, mais éprouve le bien et le mal tout en s’affranchissant de l’un et de l’autre, et en maintenant une curiosité intacte ». Un aspect spécifique de cette insistance sur l’expérience est constitué par l’expérimentation sexuelle ; Călinescu relève à cet égard que les œuvres de fiction d’Eliade tendent à mettre en scène une figure masculine « possédant toutes les femmes praticables dans une famille [donnée] », et que d’autre part, Eliade dépeint les femmes en règle générale comme « moyens de base en vue d’une expérience sexuelle et répudiées ensuite avec un rude égotisme ».
Aux yeux de Călinescu, une telle vision de la vie devait déboucher fatalement sur la « banalité », ayant pour effet à son tour que les jeunes auteurs allaient être saisis par le « culte du moi » et par « un mépris envers la littérature ». De façon plus polémique, Călinescu postula que la focale supposément mise par Mircea Eliade sur la « jeunesse agressive » servit à instiller chez ses collègues écrivains roumains de l’entre-deux-guerres l’idée qu’ils partageaient une commune destinée en tant que génération à part. En outre, le même commentateur mit en relief que les récits d’Eliade, quoique situés en Roumanie, étaient dépourvus d’une « perception de la réalité immédiate », et, que si l’on prend en considération les noms non traditionnels que l’écrivain inclinait à donner à ses personnages roumains, ces derniers ne dénotaient aucune « spécificité ». De plus, toujours dans l’opinion de Călinescu, les récits Eliade étaient souvent des « compositions sensationnalistes du genre des revues illustrées ». L’évaluation que fera Mircea Eliade lui-même de sa propre production littéraire d’avant 1940 oscillera entre expressions de fierté et l’âpre verdict qu’elle avait été écrite à l’intention « d’un lectorat de petites dames et de lycéens ».
Une caractéristique secondaire, mais unificatrice et présente dans la plupart des récits d’Eliade, est le décor dans lequel se déroule l’action, savoir : une Bucarest magique et en partie fictive. Ces récits furent aussi, pour une part, des vecteurs servant à illustrer, ou à faire affleurer, ses propres recherches dans le domaine de la religion, de même que les concepts qu’il introduira plus tard. Ainsi des commentateurs tels que Matei Călinescu et Carmen Mușat (ro) ont-ils argumenté qu’une caractéristique principale de l’œuvre fantastique d’Eliade est la permutation qu’il opère entre surnaturel et monde physique : selon cette interprétation, Eliade transforme la réalité quotidienne en un lieu inintelligible, tandis que la sphère surnaturelle intrusive promet au contraire de révéler le sens de la vie. Cette notion fut à son tour mise en relation avec les idées d’Eliade sur la transcendance, en particulier avec sa vision que les miracles, une fois qu’ils ont été « camouflés » dans la vie ou dans l’Histoire, deviennent alors « méconnaissables ».

### Romans d’inspiration orientale
L’une des premières œuvres de fiction d’Eliade, le controversé récit à la première personne intitulé Isabel și apele diavolului (1930 ; trad. fr. Isabelle et les eaux du diable, 1999), prend pour sujet la figure d’un universitaire jeune et brillant, dont la principale crainte est, selon ses propres dires, « d’être commun ». Les expériences du personnage sont consignées dans des « blocs-notes », où il tient registre de ses expériences singulières, vécues en Inde britannique, pour la plupart sexuelles, et dont l’enchaînement compose le récit. Le narrateur se décrit lui-même comme étant dominé par « une indifférence diabolique » envers « toute chose ayant un rapport avec l’art ou la métaphysique », et préférant se concentrer sur l’érotisme. Reçu comme hôte par un pasteur, l’universitaire envisage des aventures amoureuses avec l’épouse du pasteur, avec sa servante, et finalement avec sa fille Isabel. Après avoir persuadé le fils adolescent du pasteur à fuguer, avoir été l’initiateur sexuel d’une fille de 12 ans, puis l’amant d’une femme beaucoup plus âgée, le personnage tente donc aussi de séduire Isabel. Bien qu’elle s’éprenne de lui, la jeune fille ne cède pas à ses avances, mais finira par permettre qu’un autre personnage abuse d’elle et la rende enceinte, en laissant ensuite savoir à l’objet de son affection qu’elle n’a pas cessé pendant tout ce temps de penser à lui.
L’un des livres les plus célèbres d’Eliade, le roman Maitreyi (1933 ; trad. fr. la Nuit bengali, 1950), repose sur son propre vécu, et renferme de façon dissimulée des détails de ses rapports avec Surendranath Dasgupta et avec la fille de celui-ci, la poétesse et romancière Maitreyi Devi. Le personnage principal, Allan, est un Anglais qui rend visite à un ingénieur indien, Narendra Sen, et fait la cour à sa fille, qui se donne à elle-même le nom de Maitreyi. À nouveau, le récit est construit à partir de « blocs-notes » dans lesquels Allan écrit ses commentaires, technique narrative que Călinescu qualifie d’« ennuyeuse », et son résultat de « cynique ».
Allan prend place ainsi aux côtés des autres personnages masculins d’Eliade qui privilégient l’action, la sensation et l’expérience ; ses chastes rapports avec Maitreyi sont encouragés par Sen, qui en escompte un mariage, institution que le potentiel beau-fils européen cependant abhorre. Allan en revanche est très désireux de découvrir la version orientale de l’amour platonique que pourrait lui apporter Maitreyi et qui se caractérise par un attachement spirituel plutôt que par le contact physique. Cependant, leur relation vire bientôt au physique, et Maitreyi décide de s’attacher à Allan comme on le ferait à un mari, mais par une noce informelle et intime, lors de laquelle elle fait vœu d’amour et invoque une déesse de la terre pour sceller leur union. Lorsqu'il découvre cela, le père Narendra Sen devient furieux, rejette l’hôte et maintient Maitreyi dans le confinement. En réaction, sa fille résout d’avoir des rapports sexuels avec un étranger de modeste extraction, afin de devenir enceinte dans l’espoir que ses parents l’autoriseront en conséquence d’épouser son amant. Toutefois, le récit jette aussi le doute sur les comportements antérieurs de Maitreyi, en répercutant des rumeurs selon lesquelles elle n’était pas vierge au moment où elle et Allan s’étaient rencontrés pour la première fois, ce qui semble dénoncer son père comme un hypocrite.
George Călinescu se montre réticent vis-à-vis de ce roman, épinglant que les rapports physiques autant que la rage du père apparaissent artificiels, et pointant que la mise en doute par Eliade de l’honnêteté de ses personnages indiens avait tourné l’intrigue en un exercice d’« humour ethnologique ». Relevant par ailleurs que l’œuvre exploite le thème classique du métissage, qui rappelle les œuvres de François-René de Chateaubriand et de Pierre Loti, le critique conclut que le principal mérite du livre est d’avoir introduit le genre exotique dans la littérature roumaine.
L’œuvre précoce de Mircea Eliade comprend encore Șantier (litt. Chantier), compte rendu, en partie romancé et en partie sous forme de journal, de son séjour en Inde, ouvrage auquel George Călinescu reproche sa « monotonie », et, tout en lui faisant crédit d’un ensemble d’« observations intelligentes », critiqua la « banalité de ses dialogues idéologiques ». Șantier d’autre part attira l’attention en raison de l’évocation de la toxicomanie, en particulier celle de l’opium, dont il a été suggéré qu’elle fait référence à une expérience réelle qu’Eliade aurait eu lors de son voyage.

### Portraits d’une génération
Dans son premier roman, écrit à la première personne et intitulé le Roman de l'adolescent myope, Eliade décrit ses expériences d’élève de lycée. Ce roman atteste de l’influence qu’exerçait sur lui l’œuvre de Giovanni Papini, en particulier son roman autobiographique Un homme fini de 1913. Chacun des chapitres se lit comme une nouvelle autonome et l’œuvre dans son ensemble joue sur la ligne de démarcation entre roman et journal intime. Le critique littéraire Eugen Simion (en) considéra ce roman comme étant, parmi les tentatives littéraires précoces d’Eliade, celle présentant « la plus grande valeur », mais estima que le livre, pour « ambitieux » qu’il fût, avait échoué à atteindre « un format esthétiquement satisfaisant ». Selon Simion, la qualité d’innovation du roman résidait dans sa technique, dans son projet de dépeindre avec authenticité les expériences vécues, et dans les éclairages qu’il offre de la psychologie de l’adolescent. La réputation de ce roman provient aussi de ce que le narrateur y est décrit pratiquant l’auto-flagellation.
Le personnage central du roman d’Eliade Întoarcerea din rai (1934 ; trad. fr. « Retour du paradis », 2014) est de Paul (Pavel) Anicet, jeune homme recherchant la connaissance à travers ce que Călinescu désigna par l’« excès sexuel », et qui au terme de sa quête se retrouve avec une sensibilité émoussée : confronté à la mort de son père, Anicet fond en larmes, mais seulement après avoir assisté, d’un bout à l’autre, à tout un long dîner. Les autres personnages, destinés à incarner la génération d’Eliade, recherchent tous la connaissance soit à travers la violence, soit en se retirant du monde ; toutefois, à l’opposé d’Anicet, ils échouent finalement à se dominer rigoureusement. Paul lui-même finit par abandonner sa croyance en l’érotisme comme moyen d’apprentissage, et se suicide dans l’espoir d’atteindre ainsi à l’unité primordiale. Cette solution, comme le nota George Călinescu, fait écho au singulier meurtre dans les Caves du Vatican de Gide. Eliade lui-même indiqua que le sujet du livre était « la perte de la béatitude, des illusions et de l’optimisme qui avaient dominé les vingt premières années de la Grande Roumanie. Selon Robert Ellwood, le roman traduit le sentiment d’Eliade d’une perte de « l’atmosphère d’euphorie et de foi » de son adolescence. Călinescu critique Retour du paradis, qualifiant les dialogues de « maladroits », sa ligne narrative de « vide », et sa valeur artistique d’« inexistante », mais déclare que le lecteur pourrait néanmoins trouver l’ouvrage pertinent à titre de « document d’une mentalité ».
Le long roman les Hooligans (Huliganii) se présente comme une fresque familiale, mais derrière celle-ci, c’est le tableau de toute une génération qui est brossé. Le protagoniste central du livre, Petru Anicet, est un compositeur qui fait grand cas de l’expérimentation ; les autres personnages sont Dragu, qui estime qu’une « expérience de hooligan » (terme à prendre au sens d'émeutier) constitue « le seul départ dans la vie qui soit fécond », et le militant totalitaire Alexandru Pleșa, en quête de « vie héroïque » à travers l’enrôlement de la jeunesse dans des « régiments parfaits, tous pareillement intoxiqués par un mythe collectif »,. Călinescu pense que les jeunes personnages masculins sont tous redevables au Raskolnikov de Fiodor Dostoïevski de Crime et Châtiment. Anicet, qui partage en partie avec Pleșa l’idée d’une expérimentation collective, est également porté sur des aventures érotiques et entreprend de séduire les femmes de la famille Lecca, qui ont loué ses services comme professeur de piano. Le romancier d’origine roumaine Norman Manea qualifia l’expérience d’Anicet de « défi ostentatif aux conventions bourgeoises, défi dans lequel maladies vénériennes et lubricité se tiennent compagnie ». Lors d’un épisode du livre, Anicet convainc Anișoara Lecca de voler, à titre d’acte gratuit, ses propres parents, outrage qui conduira sa mère à la déchéance morale et finalement au suicide. George Călinescu reprocha au roman ses incohérences et ses « excès de dostoïevskisme », mais dut méconnaître que le portrait de la famille Lecca était « suggestif » et que les scènes dramatiques étaient écrites avec « une quiétude poétique remarquable ».
La matière du roman Nunta în cer (1938 ; trad. fr. sous le titre Noces au paradis, 1981) est constituée des échanges épistolaires entre deux amis (masculins), dont l’un est un artiste et l’autre un homme ordinaire, et qui se lamentent de leurs respectives déconvenues amoureuses : le premier se plaignant d’une amoureuse qui désirait des enfants de lui alors qu’il n’en voulait pas, tandis que le deuxième évoque son abandon par une femme qui, au contraire de son souhait à lui, ne voulait pas devenir enceinte de lui. Eliade laisse entendre au lecteur qu’ils parlent en réalité d’une seule et même femme.

### Littérature fantastique
Les tout premiers ouvrages de Mircea Eliade, qui pour la plupart ne furent publiés qu’ultérieurement, appartiennent au genre fantastique. L’un des premiers parmi ces exercices littéraires à être imprimé, Cum am găsit piatra filosofală (1921 ; Comment j’ai découvert la pierre philosophale), révèle que l’auteur était attiré dès l’adolescence par les sujets qu’il allait ensuite explorer tout au long de sa carrière, en particulier l’ésotérisme et l’alchimie. Écrit à la première personne, le récit dépeint une expérience qui, pendant un moment, semble aboutir à la découverte de la pierre philosophale. Parmi les écrits précoces d’Eliade sont à ranger également deux canevas de romans : Minunata călătorie a celor cinci cărăbuși in țara furnicilor roșii (litt. « le Merveilleux Voyage des cinq scarabées vers le pays des fourmis rouges ») et Memoriile unui soldat de plumb (« Mémoires d’un soldat de plomb »). Dans le premier cité, une compagnie de scarabées espions est dépêchée chez les fourmis rouges, et leur périple fournit le prétexte à des commentaires satiriques. Quant au deuxième, Memoriile unui soldat de plumb, Eliade indiqua lui-même qu’il s’agissait d’un projet ambitieux, conçu comme une grande fresque englobant la naissance de l'univers, l’abiogénèse, l’évolution humaine, et toute l’histoire universelle.
Le conte fantastique Domnișoara Christina (1936 ; trad. fr. Mademoiselle Christina, 1978), qui provoqua un scandale, a pour sujet le destin d’une famille excentrique, les Moscu, dont la demeure est hantée par le fantôme d’une jeune femme assassinée, connue sous le nom de Christina. L’apparition présente quelques caractères communs avec les vampires et les strigoi : il est réputé boire le sang du bétail et celui d’un jeune membre de la famille. Le jeune homme Egor devient la cible du désir de Christina, et le conte le décrit faisant l’amour avec elle. Après avoir observé que l’intrigue et le décor rappelaient les récits d’épouvante de l’écrivain allemand Hanns Heinz Ewers, et avoir défendu Domnișoara Christina contre les dures critiques, Călinescu souligna le caractère « affligeant » de l’« environnement international » dans lequel surgit cette œuvre. Ayant relevé dans le récit un ensemble d’éléments renvoyant à la nécrophilie, au fétichisme menstruel et à l’éphébophilie, il conclut que le livre était sous-tendu par une propension à cultiver une « profonde impureté ».
Le court récit intitulé Șarpele (1936 ; trad. fr. Andronic et le Serpent, 1979) fut caractérisé par George Călinescu comme « hermétique ». Lors d’une randonnée en forêt, plusieurs personnages sont témoins d’un acte de magie accompli par le personnage masculin d’Andronic, qui réussit à convoquer un serpent hors du fond d’une rivière et à le confiner sur une île. À la fin du récit, Andronic et le personnage féminin de Dorina se retrouvent ensemble sur cette même île, nus et enlacés en une sensuelle étreinte. Călinescu voulut y voir une allusion à la gnose, à la Kabbale et à la mythologie babylonienne, tout en rattachant le serpent à Ophion, figure anguipède et symbole majeur de la mythologie grecque. Il se déclara cependant insatisfait de cette mise en jeu d’images symboliques, trouvant cet artifice « languissant ».
La nouvelle Un om mare (1945 ; litt. Un grand homme), rédigée pendant le séjour d’Eliade au Portugal, met en scène une personne ordinaire, l’ingénieur Cucoanes, qui grandit incessamment et de façon incontrôlée, atteignant des proportions énormes et finissant par disparaître dans les zones inhabitées des Monts Bucegi. Les références de ce récit furent consignées par Eliade dans la même section de ses notes privées que celle où il avait copié les expériences d’Aldous Huxley, constatation qui porta Matei Călinescu (en) à postuler que Un om mare était un produit direct de la prise de drogues par l’auteur. Ce même commentateur, dans l’opinion de qui Un om mare était « sans doute la nouvelle la plus mémorable d’Eliade », établit un lien avec les uriași, personnages de géant issus du folklore roumain.

### Autres écrits
Eliade réinterpréta la figure mythologique d’Iphigénie dans sa pièce de théâtre homonyme de 1941. Ici en effet, la jeune fille s’éprend d’Achille, et accepte d’être sacrifiée sur le bûcher, comme moyen d’assurer à la fois le bonheur de son amant (en accord avec les prédictions d’un oracle) et la victoire de son père Agamemnon dans la guerre de Troie. Commentant cette association entre amour et mort, à quoi se livre le personnage d’Iphigénie, le critique de théâtre roumain Radu Albala écrivit qu’il s’agissait d’un possible écho de la légende de Meșterul Manole, dans laquelle le maître-bâtisseur du monastère de Curtea de Argeș dut sacrifier son épouse en échange de la permission d’achever l’ouvrage. En opposition aux versions antérieures du mythe dues à Euripide et Jean Racine, celle d’Eliade se termine par un sacrifice pleinement accompli.
À côté de son œuvre de fiction, Eliade écrivit en exil plusieurs volumes de mémoires, de journaux intimes et de récits de voyage, qui couvrent différentes phases de sa vie et furent publiés sporadiquement. L’un des premiers représentants de cet ensemble d’écrits est India, qui recueille les comptes rendus de ses déplacements à travers le sous-continent indien. Sergio Vila-Sanjuán, collaborateur au quotidien espagnol La Vanguardia, qualifia de « grand livre » le premier volume de l’Autobiographie d’Eliade (embrassant la période de 1907 à 1937), mais jugea que l’autre volume principal était « plus conventionnel et insincère ». Selon Vila-Sanjuán, ces textes révéleraient Mircea Eliade comme « un personnage dostoïevskien », de même que comme « une personne accomplie, une figure goéthéenne ».
Un ouvrage qui suscita un intérêt particulier est son Jurnal portughez (litt. « Journal portugais »), achevé de rédiger pendant son séjour à Lisbonne et publié seulement après la mort de son auteur. Une portion de ce journal, celle qui traitait de son séjour en Roumanie, est supposée avoir été perdue. Ses voyages en Espagne, relatés en partie dans Journal portugais, devinrent l’objet d’un volume à part, Jurnal cordobez (litt. « Journal cordouan »), qu’Eliade composa à partir de différents blocs-notes indépendants. Jurnal portughez montre Eliade en butte à la dépression et à une crise politique, et fut considéré par Andrei Oișteanu comme « une [expérience de lecture] absolument bouleversante, par l’immense souffrance que [le livre] exhale ». Selon l’historien de la littérature Paul Cernat, une partie de l’ouvrage est « un chef-d’œuvre de son époque », tandis que quelque 700 pages seraient mieux à leur place dans la section Divers écrits de la bibliographie d’Eliade. Remarquant que le livre comprend des passages où Eliade parle de lui-même en termes élogieux, notamment en se comparant favorablement à Goethe et au poète national roumain Mihai Eminescu, Cernat taxa l’écrivain d’« égolâtrie », et alla jusqu’à en inférer qu’Eliade était « prêt à enjamber des cadavres au motif de sa 'mission' spirituelle ». Les mêmes passages portèrent le philosophe et journaliste Cătălin Avramescu (ro) à estimer que le comportement d’Eliade dénotait de la « mégalomanie ».
Eliade est également l’auteur de plusieurs essais de critique littéraire. Dans sa jeunesse, parallèlement à son étude sur Julius Evola, il publia des essais qui initièrent le public roumain à quelques auteurs représentatifs de la philosophie et de la littérature espagnole modernes, parmi lesquels Adolfo Bonilla San Martín (es), Miguel de Unamuno, José Ortega y Gasset, Eugeni d'Ors, Vicente Blasco Ibáñez et Marcelino Menéndez y Pelayo. Il écrivit aussi un essai à propos de l’œuvre de James Joyce, en la mettant en liaison avec ses propres théories sur l’éternel retour (« [la littérature de Joyce] est saturée de nostalgie du mythe de l’éternel recommencement »), et tenant Joyce lui-même pour une figure anti-historiciste « archaïque » entre les modernistes. Dans les années 1930, Eliade édita les œuvres complètes de l’historien roumain Bogdan Petriceicu Hasdeu.
M. L. Ricketts découvrit et traduisit en anglais une pièce de théâtre inédite écrite par Mircea Eliade à Paris en 1946 et intitulée Aventura Spirituală (« Une aventure spirituelle »). Le texte fut publié pour la première fois dans Theory in Action, la revue du Transformative Studies Institute, en 2012. 

### Adaptations à l’écran
- La Nuit Bengali (1988), film de Nicolas Klotz avec Hugh Grant, Soumitra Chatterjee, Supriya Pathak et Shabana Azmi, sur un scénario de Jean-Claude Carrière.
- Domnișoara Christina (« Miss Christina »), adapté deux fois au cinéma en Roumanie (1992 et 2013), sous le même titre.
- Șarpele (« le Serpent ») (1996).
- Eu sunt Adam!, film roumain de Dan Pita (1996).
- L'Homme sans âge (2007), film de Francis Ford Coppola avec Tim Roth, Bruno Ganz, Alexandra Maria Lara, André Hennicke, Marcel Iureș et Adrian Pintea (en).

## Controverse: antisémitisme et liens avec la Garde de fer

### Premières prises de position publiques
Dans les premières années de sa carrière publique, Eliade se montra éminemment tolérant vis-à-vis des juifs en général, et de la minorité juive de Roumanie en particulier. Ainsi sa précoce condamnation des politiques antisémites nazies s’accompagna-t-elle, en ce qui concerne son propre pays, de nettes réserves à l’égard des attaques de Nae Ionescu contre les juifs et de tentatives de sa part pour en atténuer les effets
,.
À la fin des années 1930, Mihail Sebastian, ostracisé par les mesures antisémites du gouvernement roumain, fut amené à s’interroger sur l’engagement de ses amis roumains aux côtés de l’extrême droite. La rupture idéologique qui s’ensuivit entre Eliade et lui a été comparée par l’écrivain Gabriela Adamesteanu à celle entre Jean-Paul Sartre et Albert Camus. Dans son Journal, publié longtemps après sa mort survenue en 1945, Sebastian affirme que les actions d’Eliade dans les années 1930 témoignent bien de son antisémitisme ; selon Sebastian, Eliade fut aimable avec lui jusqu’au moment où Eliade décida de s’engager en politique et de couper en même temps tous ses liens avec Sebastian,. Cependant, avant que leur relation d’amitié ne vînt à se briser, Sebastian s’accorda le loisir, affirme-t-il, de fixer par écrit le contenu de leurs conversations (que d’ailleurs il publiera plus tard), lors desquelles Eliade aurait notamment exprimé des points de vue antisémites. Aux dires de Sebastian, Eliade aurait dit en 1939 :

« La résistance des Polonais à Varsovie est une résistance juive. Seuls les youpins sont capables de menacer d’envoyer femmes et enfants sur la ligne de front, pour tirer avantage des scrupules des Allemands. Les Allemands n’ont aucun intérêt à la destruction de la Roumanie. Un gouvernement pro-allemand seul peut nous sauver... Ce qui se passe à la frontière avec la Bucovine est un scandale, car de nouvelles vagues de juifs sont en train d’inonder le pays. Plutôt qu’une Roumanie une nouvelle fois envahie par les youtres, il serait préférable d’avoir un protectorat allemand. »

La relation d’amitié entre Eliade et Sebastian déclina abruptement durant la guerre : ce dernier, craignant pour sa sécurité sous le régime pro-nazi d’Ion Antonescu, espérait qu’Eliade, alors en fonction dans la diplomatie, intervînt en sa faveur ; mais, lors de son bref retour en Roumanie, Eliade ne vit ni n’approcha Sebastian,.
Ultérieurement, Mircea Eliade exprimera ses regrets de n’avoir pas eu l’occasion de racheter son amitié avec Sebastian avant que celui-ci ne pérît dans un accident de la route. Paul Cernat décela dans cette affirmation d’Eliade l’aveu qu’il « comptait sur le soutien [de Sebastian], en vue de se réintégrer dans la vie et la culture roumaines », et suggère qu’Eliade ait pu escompter de son ami qu’il se portât garant de lui face à des autorités hostiles. Certaines des dernières notes consignées par Sebastian dans son journal indiquent que leur auteur repensait avec nostalgie à ses anciens rapports avec Eliade, et qu’il en déplorait l’issue,.
Eliade fournit deux explications distinctes de son refus de rencontrer Sebastian, la première s’appuyant sur la circonstance que ses faits et gestes étaient surveillés par la Gestapo, la seconde, formulée dans son journal, invoquant la honte qu’il aurait éprouvée à représenter un régime qui cherchait à humilier les juifs, et qui lui faisait éviter d’avoir à affronter son ancien ami. Un autre point de vue sur cette affaire fut donné en 1972 par le magazine israélien Toladot, qui souligna qu’en sa qualité de représentant officiel, Eliade était au courant qu’Antonescu avait consenti à la mise en œuvre de la solution finale en Roumanie et savait comment cela était susceptible d’affecter Sebastian. D’autre part, des rumeurs circulaient selon lesquelles Sebastian et Nina Mareș étaient amants, ce qui a pu contribuer au dissentiment entre les deux hommes de lettres.
Hormis son engagement dans un mouvement connu pour son antisémitisme, Eliade s’abstenait habituellement de faire des déclarations à propos de la question juive. Un article cependant qu’il intitula Piloții orbi (« les Pilotes aveugles ») et qui parut dans le quotidien Vremea en 1936, atteste de ce qu’il souscrivait à quelques-unes au moins des accusations proférées par la Garde de fer à l’encontre de la communauté juive :

« Depuis la guerre [comprendre : la Première Guerre mondiale], les juifs se sont mis à occuper les villages des Maramureș et de la Bucovine, et acquis la majorité absolue dans les bourgs et villes de Bessarabie. [...] Il serait absurde de s’attendre à ce que les juifs se résignent à devenir une minorité avec certains droits et avec de très nombreux devoirs — après qu’ils ont goûté le miel du pouvoir et conquis autant de positions de commandement qu’il leur fut possible de faire. Les juifs se battent en ce moment de toutes leurs forces pour maintenir leurs positions, dans l’attente d’une future offensive — et, pour ma part, je comprends leur lutte et admire leur vitalité, ténacité, génie. »

Une année plus tard, un texte, assorti de sa photo et censé être sa réponse à une enquête menée par la revue Buna Vestire de la Garde de fer sur les motifs de soutenir ce mouvement, parut dans les colonnes de ladite revue. Le bref extrait suivant de ce texte pourrait dénoter un sentiment anti-juif :

« La nation roumaine peut-elle finir sa vie dans le plus triste des déclins dont fût jamais témoin l’histoire, minée par la misère et la syphilis, conquise par les juifs et mise en lambeaux par des étrangers, démoralisée, trahie, vendue pour quelques millions de leis, ? »

D’après le critique littéraire Z. Ornea, Eliade nia, dans les années 1980, la paternité de ce texte, expliquant que sa signature et sa photographie avaient été usurpées par Mihail Polihroniade (en), rédacteur en chef du magazine, pour en pourvoir un texte que ce dernier avait rédigé lui-même après avoir échoué à obenir la contribution d’Eliade ; il ajouta qu'étant donné son respect pour Polihroniade, il n’avait pas souhaité s’exprimer publiquement sur cette affaire antérieurement.

### Exil et polémiques de son vivant
Dumitru G. Danielopol, confrère diplomate en poste à Londres pendant le séjour d’Eliade dans cette ville, déclara que celui-ci se plaisait à s’identifier comme « un phare du mouvement [savoir : de la Garde de fer] » et comme une victime de la répression exercée par Carol II. En octobre 1940, lorsque l’« État national légionnaire » vit le jour, le ministère britannique des Affaires étrangères mit Mircea Eliade sur sa liste noire, aux côtés de cinq autres Roumains, en raison de ses accointances avec la Garde de fer et de soupçons qu’il s’apprêtait à espionner pour le compte de l’Allemagne nazie. Selon diverses sources, le diplomate Eliade se proposait aussi, pendant qu’il résidait comme diplomate au Portugal, d'y diffuser de la propagande en faveur de la Garde de fer. Dans son Jurnal portughez, Eliade se définit lui-même comme « un Légionnaire »,, et évoque telle période de sa vie au début des années 1940 comme son « apothéose légionnaire »,.
La dépolitisation d’Eliade à ses débuts dans la carrière diplomatique était également vue avec méfiance par son ancien ami intime Eugène Ionesco, qui indiqua qu’à l’issue de la Deuxième Guerre mondiale, la conviction personnelle d’Eliade, telle qu’il en fit part à ses amis, revenait à dire que « tout est fichu dès lors que le communisme a gagné ». Ces révélations font partie de l’examen sommaire et sévère auquel Ionesco soumit, dans une lettre adressée à Tudor Vianu, le parcours des différents intellectuels aux affinités légionnaires, dont beaucoup étaient de ses amis ou de ses anciens amis,. En 1946, Ionesco communiqua à Petru Comarnescu (en) qu’il ne désirait voir ni Eliade ni Cioran, et qu’il les considérait tous deux comme des « Légionnaires pour toujours », ajoutant : « nous sommes des hyènes les uns pour les autres ».
Belu Zilber (en), communiste et ancien ami d’Eliade, refusa, lorsqu’il assista à la conférence de Paris en 1946, de rencontrer Eliade, au motif que celui-ci, quand il était affilié à la Garde de fer, avait « dénoncé les gens de gauche », et précisa, opposant Eliade à Cioran, que « tous deux sont des Légionnaires, mais [que Cioran] est, lui, honnête ». Trois ans après, les activités politiques d’Eliade furent à nouveau l’objet de débats quand une traduction italienne de son Techniques du Yoga était sur le point d’être publiée à la maison d’édition Giulio Einaudi, aux penchants de gauche ; la polémique fut probablement orchestrée par les autorités roumaines.
En août 1954, lorsque Horia Sima, qui dirigeait la Garde de fer désormais en exil, fut répudié par une faction au sein de ce mouvement, le nom de Mircea Eliade figurait sur une liste de personnes soutenant Sima, encore qu’il soit toujours possible que cette mention ait été faite sans son consentement. Selon le témoignage du dissident en exil et romancier Dumitru Țepeneag, Eliade aurait exprimé vers cette même époque sa sympathie envers les membres de la Garde de fer en général, qu’il décrivait comme « courageux ». À l’inverse, selon Robert Ellwood, le Mircea Eliade qu’il fréquenta dans les années 1960 était totalement apolitique, se tenait à l’écart des « passions politiques de ce temps-là aux États-Unis », et « disait-on, ne lisait jamais les journaux », jugement partagé par Sorin Alexandrescu (en). Ioan Petru Culianu (en), l’un des disciples d’Eliade, rappela que les journalistes désignaient l’universitaire roumain comme « le grand reclus ». Nonobstant son retrait de l’engagement politique radical, la prospérité de la Roumanie continua, poursuivit Ellwood, à le préoccuper. Il se voyait, lui et d’autres intellectuels roumains en exil, comme membres d’un cercle œuvrant à « maintenir la culture d’une Roumanie libre et, par-dessus tout, à publier des textes devenus impubliables en Roumanie même ».
À partir de 1969, le passé d’Eliade devint sujet à débat public en Israël. L’historien Gershom Scholem demanda à Eliade de s’expliquer sur ses anciennes attitudes, ce que celui-ci consentit à faire, mais en termes vagues,,. Au terme de cet échange, Scholem manifesta son insatisfaction, et argua qu’Israël ne saurait souhaiter la bienvenue à l’universitaire roumain. Dans les dernières années de la vie d’Eliade, son disciple Culianu mit au jour et critiqua publiquement ses activités en faveur de la Garde de fer dans les années 1930 ; les relations entre les deux hommes s’en aigrirent. L’autre disciple roumain d’Eliade, Andrei Oișteanu, observa que dans les années qui suivirent la mort d’Eliade, des conversations avec différentes personnes ayant connu Eliade avaient rendu Culianu moins sûr de ses affirmations antérieures, et l’avaient porté à déclarer : « Monsieur Eliade n’a jamais été antisémite, membre de la Garde de fer, ou pro-nazi. Mais, en tout état de cause, je suis porté à croire qu’il était plus proche de la Garde de fer que je n’aurais aimé le croire ».
Dans les premiers temps de sa polémique avec Culianu, Mircea Eliade déplora dans un de ses écrits qu’« il ne soit pas possible d’écrire une histoire objective » de la Garde de fer et de son chef Corneliu Zelea Codreanu. Alléguant que les gens « ne voudront accepter rien moins que des apologétiques [...] ou des exécutions », il soutint : « Après Buchenwald et Auschwitz, même des personnes honnêtes sont incapables d’objectivité ».

### Polémiques posthumes
Outre les arguments présentés par Daniel Dubuisson, les points de vue critiques sur l’engagement politique de Mircea Eliade et son adhésion à l’antisémitisme et au fascisme ont été développés par Adriana Berger, Leon Volovici (ro), Alexandra Lagniel-Lavastine, Florin Țurcanu et d’autres, qui se sont attachés à déceler des indices d’antisémitisme chez Eliade aussi bien dans son œuvre écrite qu'à travers ses liaisons avec des antisémites contemporains, tels que le fasciste occultiste italien Julius Evola. Volovici, par exemple, reproche à Eliade non seulement son appui à la Garde de fer, mais aussi d’avoir répandu l’antisémitisme et l’antimaçonnisme en Roumanie dans les années 1930. En 1991, le romancier exilé Norman Manea fit paraître un essai où il condamnait fermement l’attachement d’Eliade à la Garde de fer.
À l’opposé, d’autres universitaires, comme Bryan Rennie (en), ont affirmé qu’il n’y a pas à ce jour de preuves de l’affiliation d’Eliade, ou de services actifs rendus par lui, à quelque mouvement ou organisation fasciste ou totalitaire que ce soit, ni d’engagement réel de sa part dans un tel mouvement, ni davantage d’indication d’un appui continu prêté par lui à des idéaux nationalistes après que leur nature fondamentalement violente eût été mise au jour. Ils soutiennent d’autre part que l’enseignement et les travaux d’Eliade ne sont porteurs d’aucune empreinte d’opinions politiques explicites, ajoutant que ceux qui attaquent Eliade poursuivent des objectifs politiques,. L’universitaire roumain Mircea Handoca, responsable de l’édition roumaine des écrits d’Eliade, affirme que la controverse autour d’Eliade avait été attisée par un groupe d’écrivains en exil, dont Manea était un des principaux représentants, et pense pour sa part que l’association d’Eliade avec la Garde de fer relevait de la conjecture, induite chez certains critiques par l’attachement du jeune Eliade aux valeurs chrétiennes et par ses positions conservatrices, de même que par sa croyance qu’une Roumanie légionnaire pourrait faire pendant à l’Estado Novo portugais. Handoca pense qu’Eliade revit ses positions dès qu’il eut découvert que les Légionnaires avaient versé dans la violence, et assure qu’il n’y existe aucune preuve réelle de l’affiliation d’Eliade à la Garde de fer comme mouvement politique. De plus, Joaquín Garrigós, traducteur de l’œuvre d’Eliade en langue espagnole, certifia qu’aucun des textes d’Eliade qu’il lui avait été donné de consulter ne le montre comme étant antisémite. Sorin Alexandrescu (en), neveu de Mircea Eliade et son commentateur, certifie que les opinions politiques d’Eliade étaient essentiellement conservatrices et patriotiques, motivées en partie par sa crainte de l’Union soviétique, crainte partagée par nombre d’autres jeunes intellectuels. Arguant de l’admiration éprouvée par Eliade pour Gandhi, différents autres auteurs concluent qu’Eliade devait être un avocat de la non-violence.
Robert Ellwood met lui aussi l’engagement d’Eliade dans la Garde de fer en relation avec son conservatisme, et fait le lien entre d’une part cet aspect de la vie d’Eliade et d’autre part sa nostalgie et ses recherches sur les sociétés primitives. Selon Ellwood, la part d’Eliade qui ressentait une attirance pour « la liberté de nouveaux commencements telle que suggérée par les mythes primitifs » est la même que celle qui éprouvait de l’attrait pour la Garde de fer, avec sa notion quasi mythologique d’un nouveau commencement par une « résurrection nationale » ; plus fondamentalement encore, Ellwood voit Eliade comme une personne « instinctivement spirituelle » qui comprenait la Garde de fer comme un mouvement spirituel. Dans l’opinion d’Ellwood, Eliade était conscient que l’« âge d’or » de l’antiquité était désormais hors de portée pour un profane, que cet âge pouvait être rappelé mais non réinstauré ; aussi un « âge d’argent secondaire s’étendant sur les quelques dernières centaines d’années », sous les espèces de la renaissance culturelle du royaume de Roumanie au XIXe siècle, a-t-il dû lui apparaître comme un objet de nostalgie « plus accessible ». Pour le jeune Eliade, la Garde de fer dut sembler une voie par où revenir à l’âge d’argent d’une Roumanie glorieuse, ce mouvement annonçant en effet vouloir « se vouer au renouveau culturel et national du peuple roumain par un appel à ses racines spirituelles ». Ellwood dépeint le jeune Eliade comme quelqu’un de « capable d’être enflammé par des archétypes mythologiques et inconscient du mal qui allait se déchaîner ».
Compte tenu qu’Eliade s’est plus tard mis en retrait de la politique, et eu égard aussi au caractère très personnel et idiosyncratique de sa forme ultérieure de religiosité, Ellwood conjecture que l’Eliade de la maturité aurait probablement rejeté le « sacré corporatiste » de la Garde de fer. Selon Ellwood, le désir d’une « résurrection » de la Roumanie, éprouvé par l’Eliade de la maturité, est certes le même désir que celui qui porta le jeune Eliade à soutenir la Garde de fer, mais l’auteur mûr s’est efforcé de lui donner une expression apolitique sous la forme d’un engagement à « préserver la culture d’une Roumanie libre » dans son pays d’origine de l’autre côté de l’océan. Dans l’un de ses textes, Eliade écrivit : « contre la terreur de l’Histoire, seules existent deux possibilités de défense : l’action ou la contemplation » ; selon Ellwood, le jeune Eliade choisit la première option, tentant de réformer le monde par l’action, tandis que l’Eliade mûr essaya de résister intellectuellement à la terreur de l’Histoire.
La version des événements donnée par Eliade lui-même, version où son implication dans la politique d’extrême droite est présentée comme marginale, se révéla contenir plusieurs imprécisions et des affirmations non vérifiables,. Par exemple, Eliade dit que son amitié pour Nae Ionescu avait seule donné lieu à son arrestation. L’on sait qu’à une autre occasion, réagissant à une requête de Gershom Scholem, il nia expressément avoir jamais contribué à la revue Buna Vestire. Sorin Antohi (en) relève d’autre part qu’« Eliade mourut sans jamais avoir clairement exprimé de regrets pour ses sympathies envers la Garde de fer ». Z. Ornea remarqua que dans un bref passage de son Autobiographie, celui où il évoque l’incident Einaudi, Eliade parle de « mes actes imprudents et mes erreurs commis dans ma jeunesse » comme d’« une série de malentendus qui devaient me poursuivre toute ma vie » ; Ornea observa que c’était là la seule fois où l’universitaire roumain commenta son engagement politique avec une dose d’auto-critique, et fit contraster cette déclaration avec l’habituel refus d’Eliade de discuter « pertinemment » de ses anciennes positions. Ayant passé en revue les arguments avancés en soutien d’Eliade, Sergio Vila-Sanjuán conclut : « Néanmoins, les billets pro-Légionnaires d’Eliade perdurent dans les bibliothèques de presse, et il ne fit jamais montre de regret pour ses liens [avec la Garde de fer] et ne cessa, jusque dans ses tout derniers écrits, d’invoquer la figure de son maître Nae Ionescu ».
Dans son Felix Culpa, Manea accusa directement Eliade d’avoir enjolivé ses mémoires dans le but de minimiser un passé embarrassant. La parution de Jurnalul portughez relança le débat à propos de la réticence d’Eliade à désavouer la Garde de fer. Sorin Alexandrescu dit pouvoir conclure de certaines notes de ce journal qu’Eliade avait bien « rompu avec son passé d’extrême droite ». Cătălin Avramescu (ro) taxa cette conclusion de tentative de le « blanchir », et, réagissant à l’assertion d’Alexandrescu selon laquelle le soutien de son oncle à la Garde de fer avait toujours été superficielle, expliqua qu’en fait Jurnal portughez, ainsi que d’autres écrits de la même époque, manifestait le désenchantement d’Eliade à la suite des positions pro-chrétiennes des Légionnaires et, parallèlement, sa sympathie croissante pour le nazisme et les penchants païens de celui-ci. Paul Cernat, après avoir souligné que c’était le seul des ouvrages autobiographiques d’Eliade à n’avoir pas été remanié par son auteur, conclut que le livre prouve a contrario qu’Eliade avait toujours tenté de « camoufler » ses sympathies politiques au lieu de les rejeter résolument et pour de bon.
Andrei Oișteanu argua que dans sa maturité, Eliade s’était éloigné de ses anciennes positions et qu’il en était même venu jusqu’à sympathiser avec la gauche non-marxiste et avec le mouvement hippie,. Il nota que si Eliade s’était effrayé au début des conséquences du militantisme hippie, les intérêts que lui et eux partageaient, en plus de leur position en faveur du communalisme et de l’amour libre, l’avaient amené à estimer que les hippies formaient un « mouvement quasi religieux » qui « redécouvrait la sacralité de la vie ». Après avoir proposé de diviser les commentateurs d’Eliade en deux camps, l’un « maximaliste » et l’autre « minimaliste » — le premier tendant à amplifier, le second à estomper l’importance de l’impact qu’eurent sur Eliade les idées légionnaires —, Oișteanu prôna une attitude de modération en rappelant que les tentations fascistes d’Eliade étaient à corréler avec les choix politiques de sa génération dans son ensemble.

### Symbolisme politique dans la fiction d’Eliade
Plusieurs analystes ont tenté de mettre les œuvres de fiction d’Eliade en rapport avec ses conceptions politiques, et avec la politique roumaine en général. Très tôt déjà, George Călinescu mit en évidence que le modèle totalitaire esquissé dans le roman Huliganii s'appuyait sur « une allusion à certains mouvements politiques de jadis [...], sublimés dans une philosophie de la mort, abstruse s’il en est, et tenue pour le chemin de la connaissance ». À l’inverse, Întoarcerea din rai prend pour sujet, entre autres, une rébellion communiste avortée, dans laquelle les personnages principaux avaient été amenés à s’engager.
Le sacrifice d’Iphigénie, devenu un acte volontaire dans la version qu’en donna Eliade, fut interprété par différents commentateurs, à commencer par Mihail Sebastian, comme une allusion complaisante à la foi dans l’engagement et dans la mort, telle que professée par la Garde de fer, ainsi qu’à l’issue sanglante de la rébellion des Légionnaires de 1941. Dix ans après la première, lorsque la pièce fut rééditée par d’anciens Légionnaires réfugiés en Argentine, le texte de cette nouvelle édition fut révisé avant publication par Eliade lui-même. C’est du reste la lecture d’Iphigenia qui incita Culianu à effectuer des recherches sur les affiliations politiques passées de son ancien mentor.
Un om mare fut à l’origine d’une controverse particulière, lorsque Culianu crut déceler dans le personnage central une référence directe à Corneliu Zelea Codreanu et à sa montée en popularité, interprétation reposant en partie sur une similarité entre, d’une part, deux sobriquets dont avait été affublé le chef légionnaire (l’un par ses adversaires, l’autre par ses partisans), et d’autre part, sur le nom même du personnage principal, Cucoanes. Matei Călinescu (en), sans rejeter la lecture de Culianu, argumenta qu’en tout état de cause, la pièce en tant que telle s’était toujours dérobée à toute interpretation politique. Commentant cet échange, l’historien de la littérature et essayiste Mircea Iorgulescu (ro) mit en doute l’assertion originale de Culianu, puisque, à sa connaissance, il n’existe aucune preuve historique pour étayer un tel point de vue.
En marge des œuvres principales d’Eliade, sa tentative littéraire de jeunesse, le roman fantastique Minunata călătorie a celor cinci cărăbuși in țara furnicilor roșii, qui met en scène une population de fourmis rouges vivant dans une société totalitaire et se constituant en bandes pour harceler les scarabées, a pu être interprété comme une allusion à l’Union soviétique et au communisme. Bien qu’Eliade finît par être admis en Roumanie communiste, cette œuvre fut interdite de publication pendant cette période, la censure officielle y ayant en effet identifié quelques fragments jugés spécialement problématiques par les censeurs.

## Postérité

### Hommages et rémanence

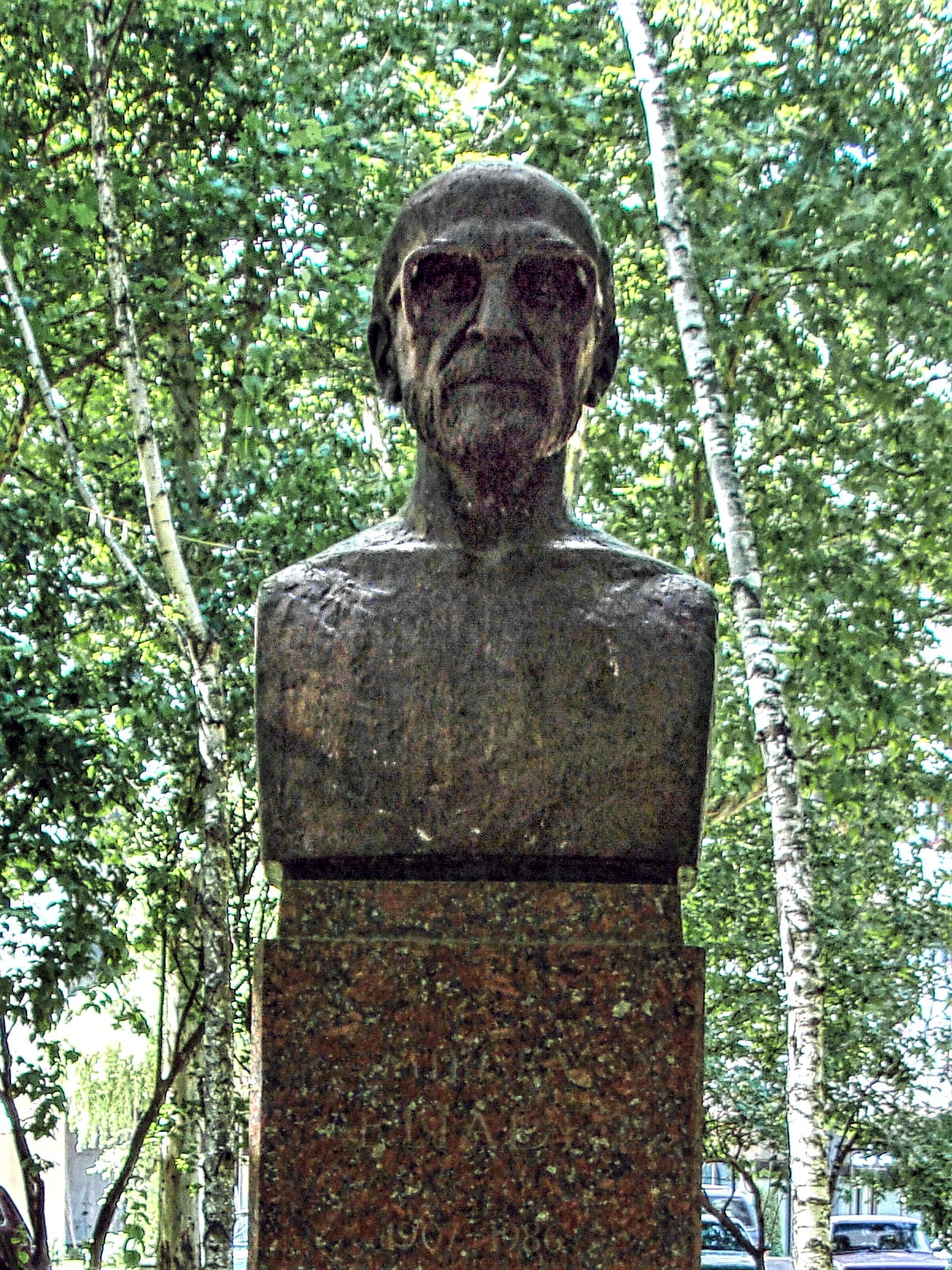
Buste d’Eliade dans l’allée des Classiques à Chișinău.

Une chaire d’Histoire des religions, financée par un fonds de dotation et rattachée à la Divinity School de l’université de Chicago, reçut le nom d’Eliade en reconnaissance de son importante contribution à la recherche théorique dans ce domaine ; la titulaire actuelle (et la première en exercice) est Wendy Doniger.
Pour évaluer les apports d’Eliade et de Joachim Wach à la discipline de l’Histoire des religions, l’université de Chicago choisit l’année 2006 (située à mi-chemin entre le 50e anniversaire de la mort de Wach et le 100e anniversaire de la naissance d’Eliade) comme date d’une conférence de deux jours consacrée à échanger des réflexions sur la contribution universitaire respective de ces deux auteurs, ainsi que sur leur attitude politique (dûment recadrée dans le contexte social et historique) et sur les rapports entre leur vie et leur œuvre.
En 1990, dans le sillage de la Révolution roumaine, Eliade fut élu à titre posthume membre de l’Académie roumaine. En Roumanie même, la revue Archaeus (revue fondée en 1997, et affiliée à la faculté d’histoire de l’université de Bucarest) établit un état récapitulatif de l’héritage de Mircea Eliade dans le domaine de l’Histoire des religions. La 6e Conférence spéciale de l’Association européenne pour l’étude de la Religion et de l’Association internationale d’histoire des religions, consacrée à l’Histoire religieuse de l’Europe et de l’Asie, eut lieu à Bucarest du 20 septembre au 23 septembre 2006 ; une section importante de ce congrès était dédiée à la mémoire de Mircea Eliade, dont l’héritage dans le domaine de l’Histoire des religions fut soigneusement examiné par différents universitaires, certains desquels avaient été ses étudiants à l’université de Chicago.
Comme il fut souligné par Sorin Antohi (en), Eliade, Emil Cioran et Constantin Noica « représentent, dans la culture roumaine, les expressions ultimes de l’excellence, [Eliade et Cioran] ayant apporté la preuve que la culture roumaine de l’entre-deux-guerres (et, par extension, la culture roumaine dans son ensemble) était à même d’atteindre le plus haut niveau de profondeur, de raffinement et de créativité ». Lors d’une enquête menée en 2006 par une chaîne de la télévision publique roumaine pour désigner les Plus Grands Roumains de l’histoire, Mircea Eliade arriva au 7e rang ; son dossier avait été défendu par le journaliste Dragoș Bucurenci (en). Un boulevard du quartier Primăverii, dans le nord de Bucarest, fut rebaptisé à son nom, de même qu’une rue à Cluj-Napoca, et son nom fut donné à des lycées à Bucarest, Sighișoara et Reșița. La maison des Eliade rue Melodiei à Bucarest fut démolie sous le régime communiste et un immeuble à appartements érigé à sa place ; sa deuxième résidence, boulevard Dacia, porte une plaque commémorative en son honneur.
L’image d’Eliade dans la perception contemporaine s’explique aussi par sa dimension politique. L’historien Irina Livezeanu (en) note que le respect dont il jouit en Roumanie correspond à celui porté à d’autres « penseurs et politiciens nationalistes » ayant « fait leur rentrée sur la scène contemporaine en grande partie comme des héros d’un passé pré- et anticommuniste », notamment Nae Ionescu et Cioran, mais aussi Ion Antonescu et Nichifor Crainic. Par ailleurs, selon Oișteanu, qui s’appuie sur les notes personnelles d’Eliade lui-même, il y avait un intérêt réciproque entre l’auteur et la communauté hippie américaine, certains membres de celle-ci voyant même dans Eliade « un gourou ».

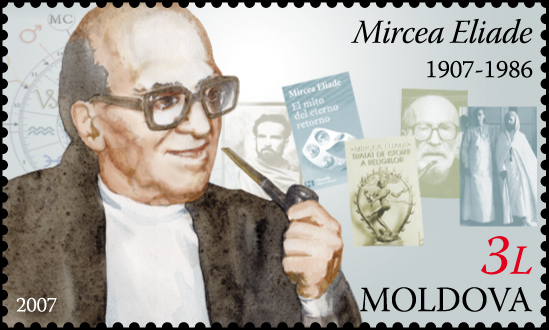
Timbre-poste avec l’effigie d’Eliade, émis par la république de Moldavie en 2007.

À partir de 1970, Eliade fut membre du comité de patronage de la revue Nouvelle École du Groupement de recherche et d'études pour la civilisation européenne (GRECE) aux côtés notamment de personnalités comme Jean Mabire et Roland Gaucher, mais aussi des représentants de l'ésotérisme et du mysticisme tels que Raymond Abellio ou Louis Pauwels. La figure d’Eliade fut également convoquée, aux côtés de Julius Evola, comme source d’inspiration et maître à penser par les représentants de la Nouvelle Droite allemande se réclamant de la révolution conservatrice des années 1920 en Allemagne (on citera à cet égard en particulier le magazine controversé Junge Freiheit et l’essayiste Karlheinz Weißmann (en)),. Cependant les intellectuels de ce réseau ont aussi utilisé la pensée de bon nombre d'autres savants réputés comme Georges Dumézil, Christian J. Guyonvarc'h, Martin Heidegger, etc.. En 2007, la biographie d’Eliade par Florin Țurcanu fut publiée dans une traduction allemande par la maison d’édition Antaios, qui est un organe de la Neue Rechte ; la grande presse allemande n’en fit du reste aucune recension. D’autres sections de l’extrême droite européenne revendiquent aussi Eliade comme leur inspirateur, et lui imputent à mérite ses relations avec la Garde de fer ; on citera ici les exemples du néo-fasciste italien Claudio Mutti et des groupements roumains qui se plaisent à faire remonter leurs origines au Mouvement légionnaire.
Dans Occultisme, sorcellerie et modes culturelles (1978), Eliade n'hésita pas à témoigner de son admiration pour René Guénon, ce qui a contribué à ranger ses travaux du côté de l'ésotérisme.
En 1994, Jean-Paul II, dans son ouvrage Entrez dans l’Espérance, fait écho aux travaux d’Eliade, y voyant un signe d’un « retour symptomatique à la métaphysique, c'est-à-dire à la philosophie de l’être, à travers l’"anthropologie intégrale" ».